# Concorde
Concorde – naddźwiękowy samolot pasażerski o napędzie turboodrzutowym, realizacja idei transportu naddźwiękowego. Powstał jako produkt międzynarodowego porozumienia między Francją i Wielką Brytanią przy udziale państwowych konsorcjów lotniczych Aérospatiale i British Aircraft Corporation. Jego pierwszy oblot odbył się w 1969 roku, a siedem lat później miało miejsce wprowadzenie do służby trwającej 27 lat. Drugi naddźwiękowy pasażerski seryjny odrzutowiec świata zbudowany na świecie po Tu-144.
Głównymi trasami samolotów Concorde były loty transatlantyckie z londyńskiego Heathrow (linie British Airways) oraz paryskiego portu Charles’a de Gaulle’a (Air France) na lotniska JFK w Nowym Jorku i Dulles w Waszyngtonie przy rekordowych prędkościach i czasie o połowę krótszym od samolotów poddźwiękowych.
Istotną porażkę ekonomicznej strony projektu stanowi wyprodukowanie jedynie 20 egzemplarzy samolotu. Flota początkowo była własnością rządów Wielkiej Brytanii i Francji, jednak rosnące straty wymusiły na obydwu operatorach odkupienie wszystkich użytkowanych maszyn. W wyniku jedynej w historii projektu katastrofy z 25 lipca 2000 roku, ekonomicznych skutków zamachu terrorystycznego z 11 września 2001 roku oraz innych pomniejszych czynników, 24 października 2003 roku loty rejsowe tych samolotów zostały przerwane. Ostatni lot Concorde’a odbył się 26 listopada 2003 roku.
Nazwa Concorde odzwierciedla zawartą między obydwoma państwami umowę i w bezpośrednim tłumaczeniu oznacza zgodę. Samolot jest współcześnie uważany przez wiele osób za ikonę lotnictwa.

## Rozwój

### Geneza
Pod koniec lat 50. XX wieku cztery państwa: Wielka Brytania, Francja, Stany Zjednoczone oraz Związek Radziecki rozważały rozwój transportu naddźwiękowego. Brytyjski Bristol Aeroplane Company oraz francuski Sud Aviation pracowały nad projektami, odpowiednio Type 223 oraz Super-Caravelle. Obydwaj producenci byli w większości finansowani przez własne rządy. Projekt brytyjski przewidywał skrzydło typu delta o cienkim profilu (które wiele zawdzięczało pracom Dietricha Küchemanna) dla 100-osobowego samolotu o zasięgu transatlantyckim, natomiast Francuzi planowali stworzenie maszyny o średnim zasięgu. Na początku lat 60. obydwa projekty były wystarczająco zaawansowane do budowy prototypów, jednak z powodu ogromnych kosztów potrzebnych do ich realizacji, rząd brytyjski wymógł na BAC poszukiwania partnera do współpracy na arenie międzynarodowej. Jedynym państwem przejawiającym rzeczywiste zainteresowanie kooperacją okazała się Francja. Projekt rozwojowy został uzgodniony bardziej jako umowa międzynarodowa pomiędzy dwoma państwami niż komercyjna między firmami i zawierała klauzulę wymuszoną przez Wielką Brytanię, nakładającą wysokie kary za jej zerwanie. Projekt umowy został podpisany 28 listopada 1962 roku. Po tym fakcie, obydwaj producenci stali się częścią nowych przedsiębiorstw, odpowiednio British Aircraft Corporation oraz Aérospatiale. Początkowo nowe konsorcjum planowało produkcję wersji dalekiego i średniego zasięgu. Ze względu na brak zainteresowania wśród potencjalnych kupców wersją średniodystansową, została ona porzucona. Konsorcjum przyjęło 100 zamówień od głównych linii lotniczych tamtego okresu. Sześć pierwszych egzemplarzy miały otrzymać Pan Am, BOAC i Air France. Dostawy kolejnych uwzględniały linie: Panair do Brasil, Continental Airlines, Japan Airlines, Lufthansa, American Airlines, United Airlines, Air India, Air Canada, Braniff, Singapore Airlines, Iran Air, Olympic Airlines, Qantas, CAAC, Middle East Airlines i TWA.

### Nazwa
Aby podkreślić układ zawarty pomiędzy rządami Wielkiej Brytanii i Francji, który to doprowadził do stworzenia konstrukcji, nazwa „Concorde” pochodziła od francuskiego słowa concorde (angielskim odpowiednikiem jest concord), które w obydwu językach oznacza zgodę, harmonię lub unię.

### Badania w locie

Porównanie wersji prototypowej z produkcyjną

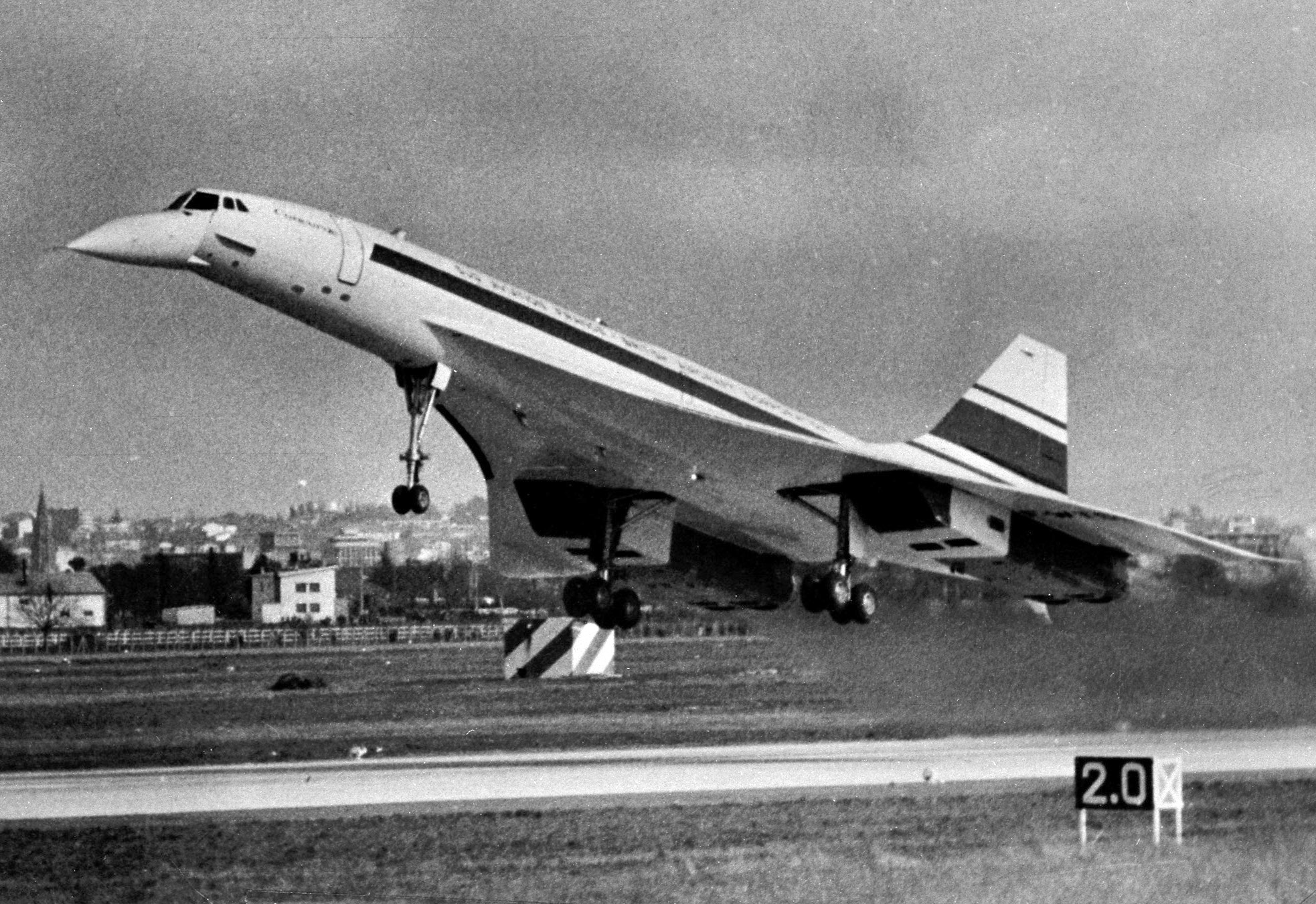
Concorde 2 marca 1969

Konstruowanie obydwu prototypów rozpoczęło się w lutym 1965: egzemplarz 001 zbudowany został przez Aérospatiale w Tuluzie, 002 przez BAC w Filton. Concorde 001, pilotowany przez André Turcata, wzbił się po raz pierwszy w powietrze 2 marca 1969 roku, a prędkość dźwięku przekroczył 1 października. Pierwszy brytyjski Concorde, pilotowany przez Briana Trubshawa, odbył lot z Filton do bazy RAF Fairford 9 kwietnia 1969 roku. Wraz z postępami programu lotów, 4 września 1971 roku egzemplarz 001 wyruszył na loty pokazowo-reklamowe, wtedy też po raz pierwszy przekroczył Atlantyk. Egzemplarz 002 rozpoczął analogiczne podróże na Bliski i Daleki Wschód 2 czerwca 1972 roku. Jego pierwsza wizyta w Stanach Zjednoczonych w 1973 roku przypieczętowała otwarcie nowego portu lotniczego Dallas-Fort Worth. Wynikiem tych podróży było złożenie 70 zamówień na kupno samolotu, jednak szereg niekorzystnych czynników wpłynął na ich odwołanie: kryzys paliwowy w 1973 roku, problemy finansowe linii lotniczych, katastrofa radzieckiego Tu-144 podczas Międzynarodowego Salonu Lotniczego w Paryżu oraz kwestie ekologiczne takie jak hałas generowany podczas startu (użycie dopalacza) i lotu z prędkością ponaddźwiękową (grom dźwiękowy), czy zanieczyszczenie powietrza spalinami. W 1976 roku jedynymi państwami chętnymi do nabycia samolotu były Wielka Brytania, Francja, Chiny oraz Iran. Ostatecznie zakupu dokonały jedynie Air France oraz British Airways (następca BOAC). Ewentualne zyski trafiały do rządów obydwu krajów. W przypadku BA (do 1984) było to 80%. Pieniądze na zakup maszyn pochodziły z pożyczki rządowej.
Anulowanie w 1971 roku programu transportu naddźwiękowego przekreśliło nadzieję na budowę amerykańskiego konkurenta Concorde’a – Boeinga 2707. Pozostałe państwa, wśród nich Indie i Malezja, wykluczyły przeloty Concorde’a z prędkością naddźwiękową nad swoimi terenami, ze względu na obawy o poziom emisji hałasu.
Pokazy w locie zaczęły się w 1974 roku. W ich trakcie Concorde ustanowił do dziś niepobite rekordy; etap konstruowania prototypu, faza przedprodukcyjna oraz pierwszy egzemplarz produkcyjny pochłonęły 5335 godzin prób w locie, z czego 2000 h odbyło się przy prędkości naddźwiękowej. Cena jednostkowa wyniosła 23 mln funtów w 1977 roku, a koszt fazy rozwojowej sześciokrotnie przekroczył zakładaną kwotę.

## Konstrukcja
Był to dolnopłat w układzie delta z płatem o obrysie ostrołukowym, napędzany przez cztery silniki Olympus, rozwinięte na bazie zespołu napędowego bombowca strategicznego Avro Vulcan. Concorde był pierwszym samolotem komunikacyjnym posiadającym system sterowania fly-by-wire (analogowy), a awionika zainstalowana na pokładzie była pierwszą która wykorzystywała obwody hybrydowe. Głównym projektantem był Pierre Satre, a jego zastępcą Archibald Russell.

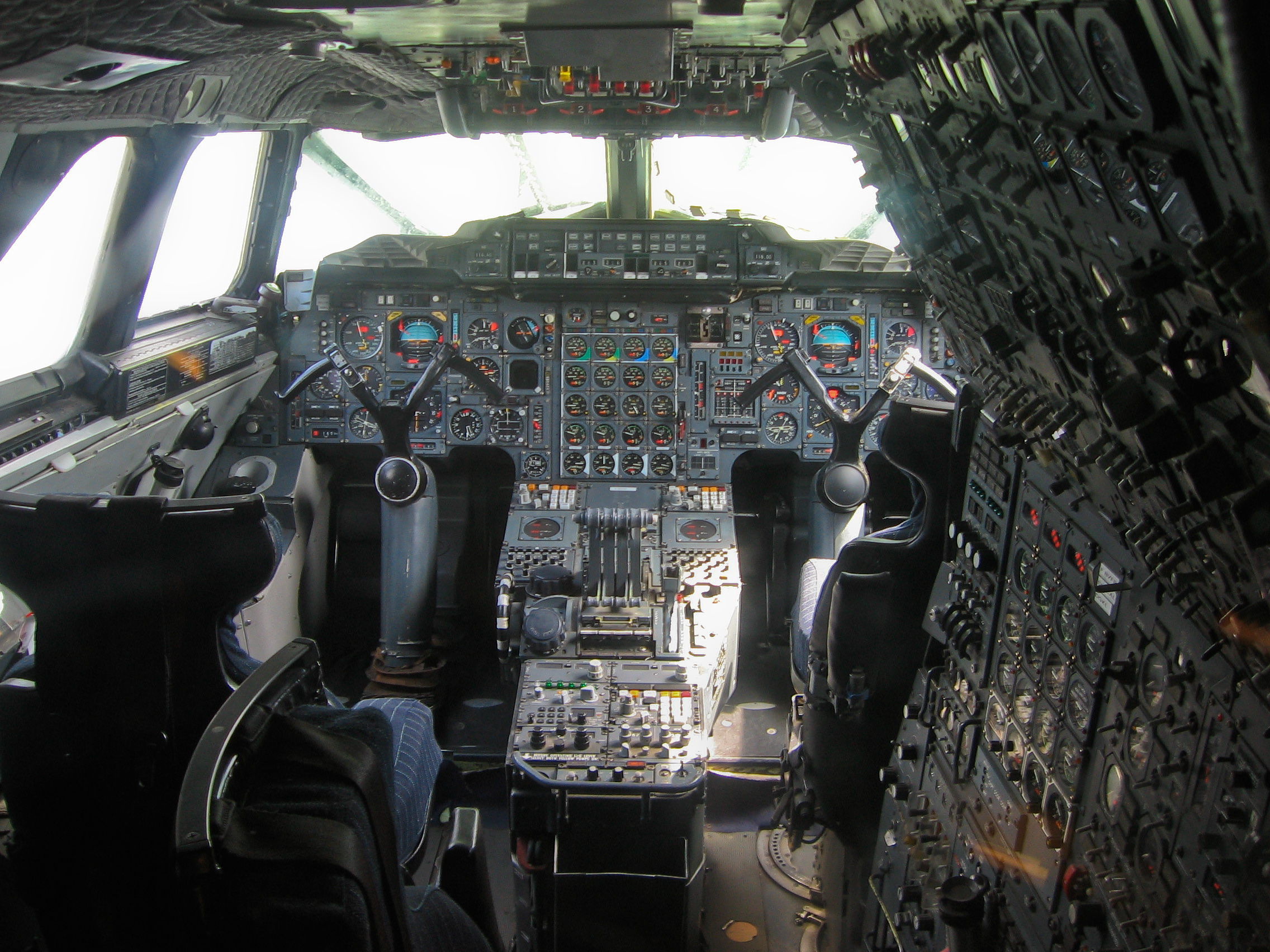
Wnętrze kokpitu

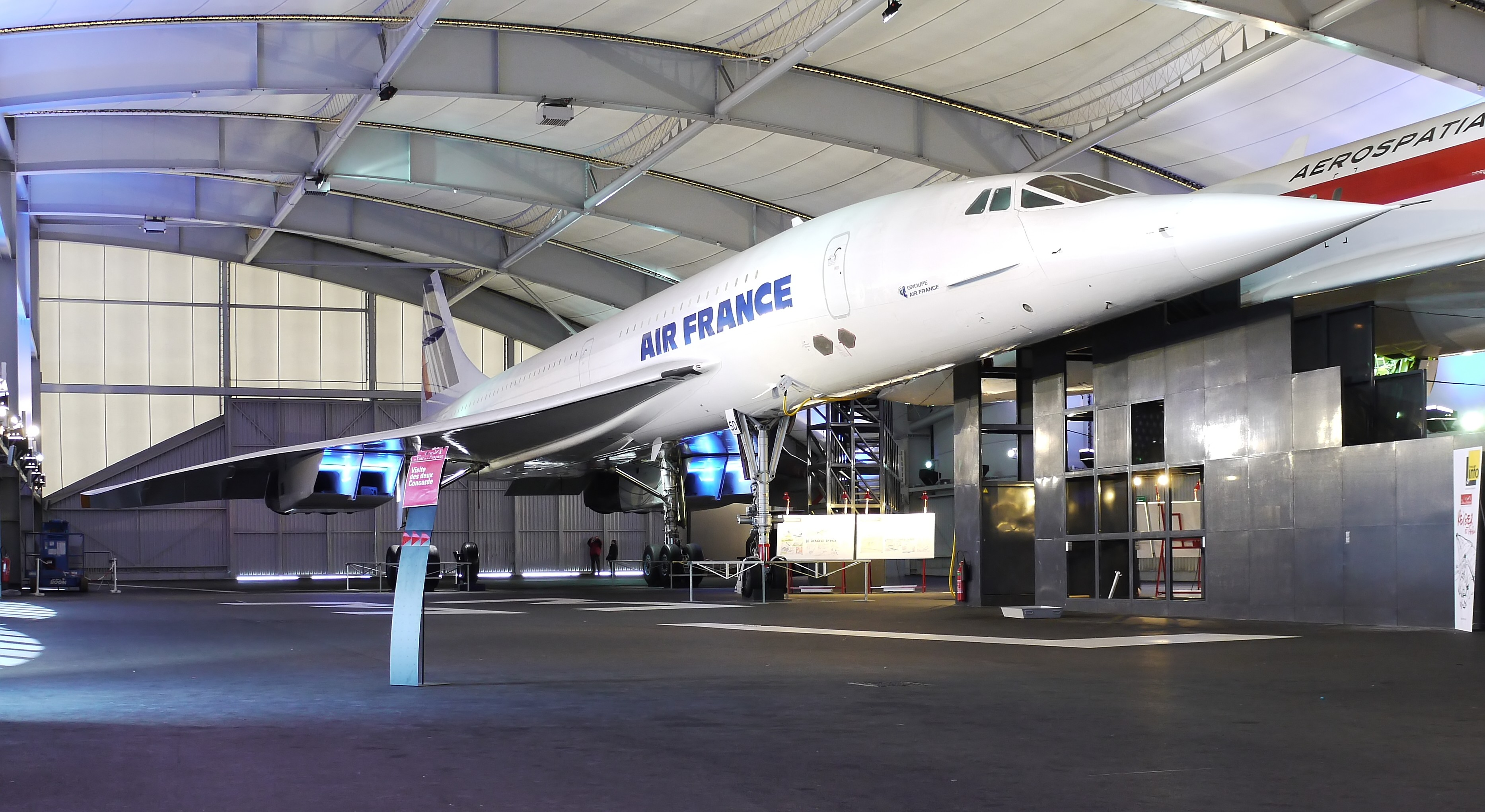
Maszyna w Muzeum Lotnictwa i Astronautyki Le Bourget

Concorde był pionierem w następujących kwestiach:
Wysoka prędkość lotu i optymalizacja lotu:
- skrzydła typu delta o obrysie ostrołukowym[8];
- układ dolotu powietrza do silników o zmiennej geometrii, kontrolowany przez komputery[24];
- właściwość supercruise[25];
- silniki thrust-by-wire, poprzednik systemu FADEC[24];
- opuszczany nos dla lepszej widoczności podczas startu, a zwłaszcza procedury lądowania.

Zmniejszenie masy i maksymalizacja osiągów:
- prędkość przelotowa Mach = 2,04 (~ 2 170 km/h)[26] (optymalne zużycie paliwa przy minimalnej wartości oporu aerodynamicznego);
- konstrukcja duraluminiowa umożliwiła zmniejszenie masy i stosowanie konwencjonalnych metod wytwarzania[27];
- autopilot i autothrottle[28] pozwalające na proces automatycznego lądowania (autoland)[29];
- w pełni elektrycznie sterowany (analogowy) system wychylania powierzchni sterowych fly-by-wire z awaryjnym systemem mechanicznym[30][31][32];
- wysokociśnieniowy układ hydrauliczny (28 MPa)[33];
- komputer danych aerodynamicznych (ADC) w celu zautomatyzowania pomiarów i transmisji danych (ciśnienie całkowite i statyczne, kąt natarcia i ześlizgu)[34];
- w pełni elektrycznie sterowany analogowy system hamulcowy brake-by-wire z systemem anti skid oraz wentylatorami[35];
- regulacja położenia środka ciężkości poprzez programowane przemieszczanie zapasu paliwa w zbiornikach skrzydłowych oraz kadłubowych[36];
- główne części zostały wyfrezowane z jednego kawałka prefabrykatu duraluminiowego, dzięki czemu zmniejszono liczbę elementów i zwiększono ich wytrzymałość[37];
- brak APU ze względu na założenie operowania na dużych portach lotniczych[38].

### Układ paliwowy. Sterowanie położeniem środka parcia

Rozmieszczenie zbiorników paliwa

Kolejność przepompowywania paliwa zależnie od fazy lotu.
A – rozpędzanie z prędkości poddźwiękowej do naddźwiękowej
B – hamowanie
C – końcowa faza hamowania i przejście do lotu z prędkością poddźwiękową

W trakcie przejścia z poddźwiękowych do naddźwiękowych prędkości lotu, ma miejsce ruch środka parcia ku krawędzi spływu. Jego przemieszczenie względem nieruchomego środka ciężkości samolotu powoduje powstanie momentu aerodynamicznego zwiększającego kąt natarcia skrzydeł. W przypadku Concorde’a maksymalne przemieszczenie środka parcia wynosiło około 1,5 metra. Najprostszym sposobem na zredukowanie momentu pochylającego jest wychylenie steru wysokości o taki kąt, aby wygenerowana w ten sposób siła aerodynamiczna na usterzeniu poziomym skompensowała przyrost wartości momentu. W przypadku lotu z prędkościami naddźwiękowymi wychylenie sterów z pozycji neutralnej zwiększa opór aerodynamiczny, zmniejszając doskonałość i zasięg samolotu. Z tego powodu w Concordzie zastosowano rozwiązanie polegające na kontrolowanym przepompowywaniu paliwa pomiędzy rozmieszczonymi w skrzydłach i kadłubie trzynastoma zbiornikami paliwa. Zostały one podzielone na trzy grupy: zbiorniki balastowe (2 w przedniej przykadłubowej części skrzydeł oraz 1 w tylnej części kadłuba), 4 zbiorniki zasilające silniki oraz 6 zbiorników zasadniczych w skrzydłach. W trakcie fazy startu, wznoszenia na wysokość przelotową i lotu z prędkościami poddźwiękowymi zbiorniki balastowe w skrzydle były pełne, natomiast zbiornik tylny pusty. Podczas przekraczania prędkości Ma = 1 zbiornik tylny był stopniowo napełniany paliwem z przednich zbiorników balastowych, w wyniku czego środek ciężkości podążał za poruszającym się środkiem parcia, zachowując stałą różnicę odległości między tymi punktami. Podczas wyhamowania przepompowywanie odbywało się w odwrotnym kierunku. Kontrolowaniem całego procesu zajmował się inżynier pokładowy.
Każdy z silników Olympus był zasilany przez przewody pobierające paliwo z czterech niezależnych zbiorników paliwa. Istniała jednak dodatkowa możliwość zasilania dowolnego lub dowolnej grupy silników ze zbiornika innego niż dedykowany. Układ paliwowy spełniał również funkcję zbiornika na ciepło wydzielane przez układ hydrauliczny i klimatyzacyjny. Na dużych wysokościach, w wyniku niskiego ciśnienia powietrza otaczającego samolot, mogącego spowodować wrzenie paliwa, ciśnienie w zbiornikach paliwa było utrzymywane w przedziale 8,3–10,3 kPa. Zrzucanie paliwa w sytuacjach awaryjnych odbywało się przy wykorzystaniu systemu wchodzącego w skład układu trymowania paliwem. Paliwo było wypuszczane przez przewód znajdujący się w tylnej części kadłuba.

### Silniki

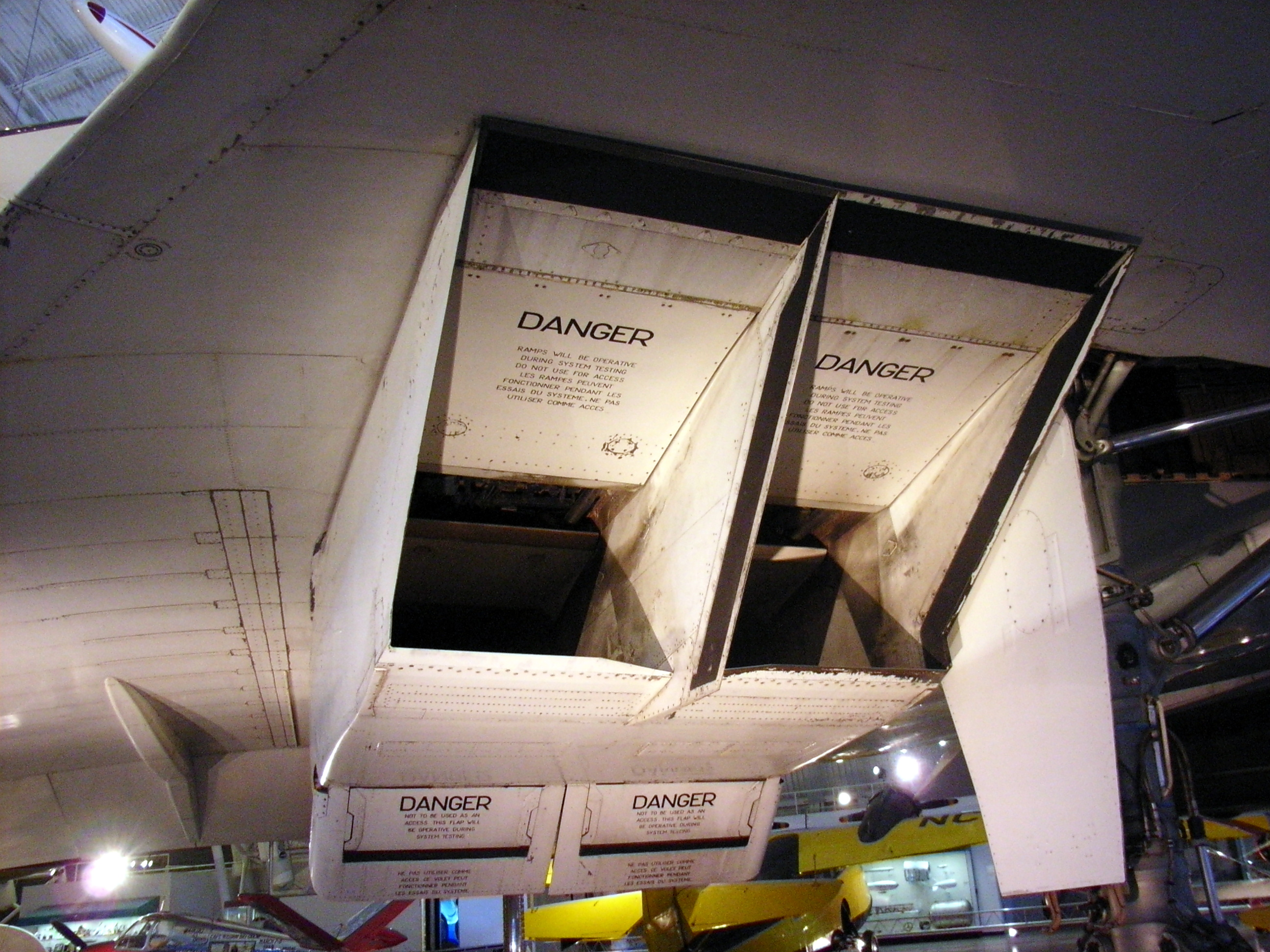
Wlot silników Concorde’a

Schemat gondoli silnikowej

Opłacalność ekonomiczna Concorde’a wymuszała zdolność samolotu do wykonywania lotów na duże odległości, a to wymagało wysokiej sprawności zespołu napędowego. Optymalnym jego wyborem do lotu poddźwiękowego są silniki turbowentylatorowe. Jednak silniki te nie nadają się do napędu samolotu naddźwiękowego, ze względu na ich dużą powierzchnię przekroju i związany z tym zwiększony opór aerodynamiczny. Rozwiązanie to zostało odrzucone na rzecz dwuwałowych silników turboodrzutowych. Opracowano dwuwałowy silnik Rolls-Royce/Snecma Olympus 593, będący rozwinięciem zespołu napędzającego kolejno bombowiec Avro Vulcan, oraz po dalszych modyfikacjach bombowiec uderzeniowy BAC TSR-2.
Kluczowym elementem zespołów napędowych Concorde’a był wlot powietrza o regulowanej geometrii kanału wewnętrznego. Silniki turboodrzutowe nie są w stanie skutecznie pracować przy prędkościach pobieranego powietrza przekraczających Ma ~ 0,5. Granica ta jest związana z ograniczeniem prędkości opływu końcówek łopatek sprężarki do zakresu poddźwiękowego (prędkość ta jest sumą wektorową prędkości obwodowej wynikającej z ruchu obrotowego łopatek wokół osi sprężarki oraz prędkości przepływającego przez sprężarkę powietrza). Wyhamowywanie powietrza w kanale odbywało się w wyniku tworzenia trzech skośnych i jednej prostej fali uderzeniowej. Dodatkowo przy naddźwiękowych prędkościach lotu wlot powietrza może służyć jako wstępna sprężarka bezwirnikowa. Wysokie wartości ciśnienia dynamicznego napływającego powietrza są wykorzystywane do zwiększenia sprężu. Rezultatem zamiany ciśnienia dynamicznego na statyczne jest obniżenie strat energii zużywanej przez turbinę do napędu sprężarki. Dla Concorde’a podczas lotu naddźwiękowego całkowity spręż na odcinku od początku kanału wlotowego do przekroju za sprężarką wynosił 80:1
Usterka silnika w konwencjonalnym samolocie poddźwiękowym powoduje nie tylko utratę ciągu, ale generuje również opór aerodynamiczny, zaś asymetria ciągu doprowadza do odchylenia maszyny i jej przechyłu na stronę uszkodzonego zespołu. Jeżeli tego typu sytuacja miałaby miejsce podczas lotu naddźwiękowego, mogłaby teoretyczne spowodować katastrofalne w skutkach zniszczenie konstrukcji Concorde’a. Jednak ze względu na fakt, iż podczas awarii silnika zapotrzebowanie na przepływ powietrza przez silnik jest minimalne, natychmiastowe efekty tego zdarzenia były przezwyciężane poprzez otwarcie dodatkowego kanału odpływowego i maksymalne rozwarcie kanału wlotowego, którego ukształtowanie kierowało strumień powietrza w dół, tak aby opływał silnik i nie generował szkodliwego oporu. Pomimo że symulacje komputerowe przewidywały pojawienie się znaczących trudności, w rzeczywistości Concorde był w stanie przy prędkości Ma = 2 wyłączyć po tej samej stronie obydwa silniki bez widocznych problemów w sterowaniu samolotem, wykazując wystarczające zapasy stateczności. Pilotaż samolotu z niedziałającym silnikiem przy prędkościach naddźwiękowych był jednym z zagadnień obejmujących szkolenie pilotów na symulatorze lotu.
Samolot wykorzystywał dopalacze do startu i przejścia przez zakres przydźwiękowych prędkości lotu (od Ma = 0,95 do Ma = 1,7), przez pozostały czas podróży nie były aktywne. Z powodu niskiej sprawności napędu odrzutowego, przy niskich prędkościach, Concorde spalał dwie tony paliwa podczas dojazdu na pas startowy. Aby zaoszczędzić cenną kerozynę, po wylądowaniu włączone były tylko dwa zewnętrzne zespoły napędowe. Ich ciąg, ze względu na niską masę samolotu u celu podróży, był wystarczający do kołowania na lotnisku.

### Zagadnienia cieplne

Rozkład temperatur na powierzchni płatowca podczas lotu z prędkością Ma=2,0

Najbardziej rozgrzewającą się częścią struktury jakiegokolwiek samolotu naddźwiękowego jest – oprócz silników – część nosowa kadłuba. Inżynierowie Concorde’a zaproponowali użycie duraluminium, ze względu na jego dostępność handlową, umiarkowaną cenę oraz łatwość zaprojektowania konstrukcji opartej na tym materiale. Najwyższą dopuszczalną temperaturą, przy jakiej mogło cyklicznie pracować dostępne wówczas duraluminium było 127 °C, co ograniczało prędkość maksymalną samolotu do Ma = 2,02.
W trakcie lotu Concorde przechodził przez dwa cykle nagrzewania i ochładzania. Pierwsze ochładzanie miało miejsce podczas nabierania wysokości, następnie płatowiec nagrzewał się po przejściu na prędkość naddźwiękową. Wraz ze zniżaniem i zmniejszaniem prędkości następował cykl odwrotny.
W wyniku kompresji powietrza podczas podróży z prędkością naddźwiękową, generowane ciepło powodowało wydłużenie kadłuba nawet o 300 mm. Najbardziej widocznym przejawem tego zjawiska było powstawanie szczeliny między pulpitem inżyniera pokładowego a wręgą płatowca. W jednym z lotów doświadczalnych, jeden z inżynierów pokładowych przypadkiem wetknął w tę szczelinę swoją czapkę, a po wylądowaniu, gdy kadłub samolotu ostygł i skurczył się, nie mógł jej wyciągnąć. Zjawisko to wykorzystał ostatni inżynier pokładowy przygotowywanego do muzealnej „emerytury” ostatniego Concorde’a należącego do British Airways, który za przyzwoleniem pierwszego pilota umieścił w trakcie ostatniego lotu naddźwiękowego w szczelinie swoją czapkę, aby została tam na zawsze i mogła być podziwiana przez zwiedzających wnętrze samolotu.
Stała temperatura wnętrza samolotu była utrzymywana dzięki wykorzystaniu paliwa do kumulacji ciepła pobranego z instalacji klimatyzacyjnej. Ta sama metoda została wykorzystana do chłodzenia instalacji hydraulicznej.
Linie lotnicze korzystające z Concorde’a nie malowały powierzchni jego kadłuba swoimi tradycyjnymi barwami, lecz musiał on być zawsze w przeważającej części odblaskowo-biały. Barwa kadłuba miała bowiem istotny wpływ na jego bilans wymiany cieplnej z otoczeniem, szczególnie przy prędkości Ma = 2. W roku 1996 Air France pomalowała F-BTSD w przeważającej mierze na niebiesko (poza powierzchnią skrzydeł), jako część kontraktu promocyjnego z Pepsi-Cola. Przewoźnik otrzymał zalecenie utrzymywania prędkości Ma = 2 maksymalnie przez 20 minut w czasie jednego lotu; nie było natomiast przeciwwskazań do lotu poniżej Ma = 1,7. Wybór F-BTSD był spowodowany planowanym przeznaczeniem tego egzemplarza do lotów poniżej Ma = 2.

### Zagadnienia strukturalne
Podczas lotu z wysokimi prędkościami, a szczególnie podczas zakrętów i przechyleń, na Concorde’a działały duże naprężenia, powodujące odkształcenia zginające i skręcające jego konstrukcję. Dodatkowo podczas projektowania wiązano pewne obawy z utrzymaniem precyzyjnego sterowania podczas lotu naddźwiękowego. Obydwie te kwestie zostały rozwiązane poprzez aktywne sterowanie użyciem lotek niskich i wysokich prędkości. W trakcie lotu z prędkością naddźwiękową, ze względu na mocowanie do najsztywniejszej części skrzydła oraz krótsze ramię siły aerodynamicznej generowanej poprzez wychylenie powierzchni sterowej, w użyciu były jedynie wewnętrzne lotki – wysokich prędkości .
Dodatkowo, wąski kadłub samolotu ulegał deformacji, co można było zaobserwować z tylnych okien przedziału pasażerskiego.

### Hamulce i podwozie

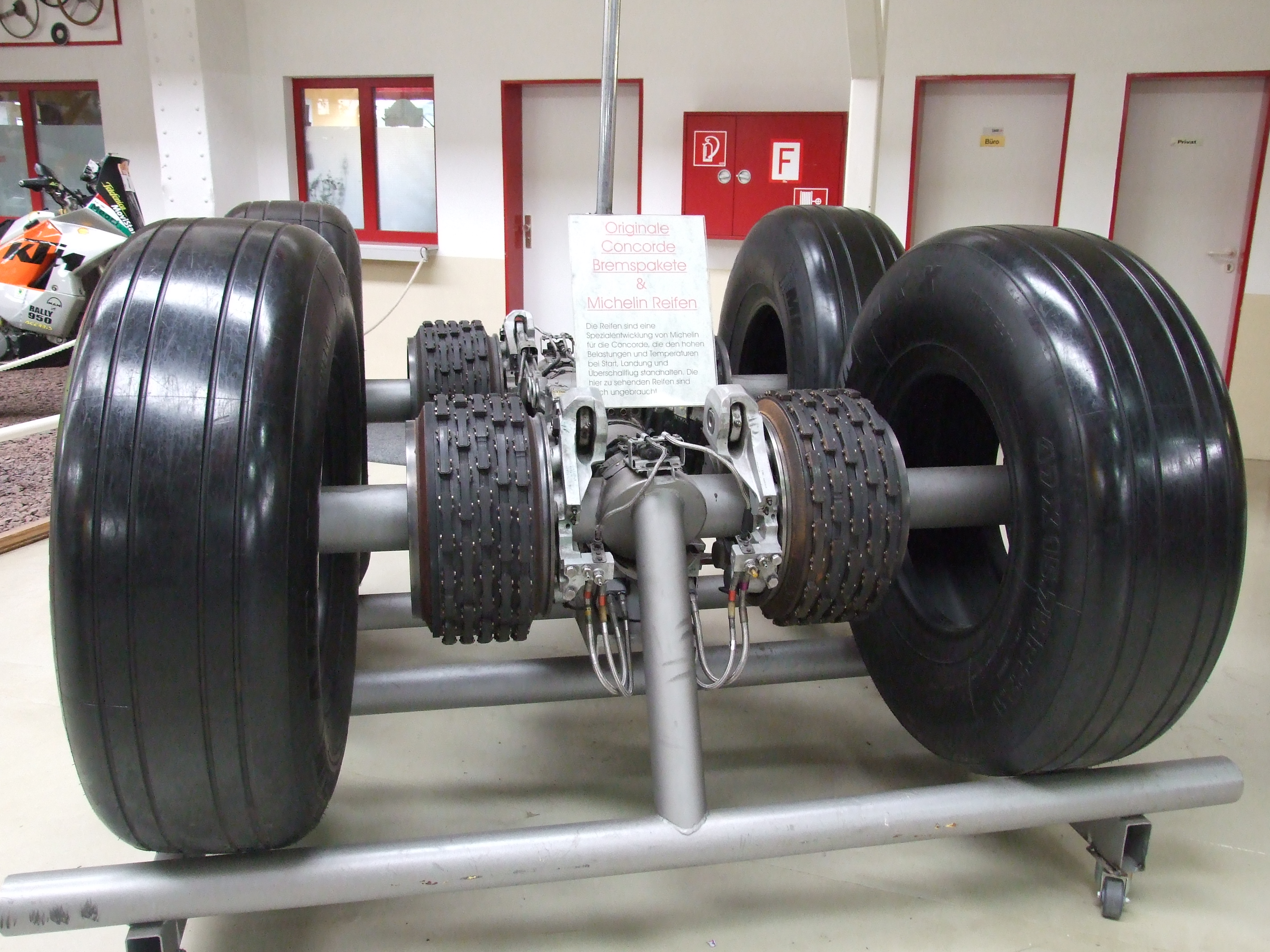
Opony i hamulce Concorde’a

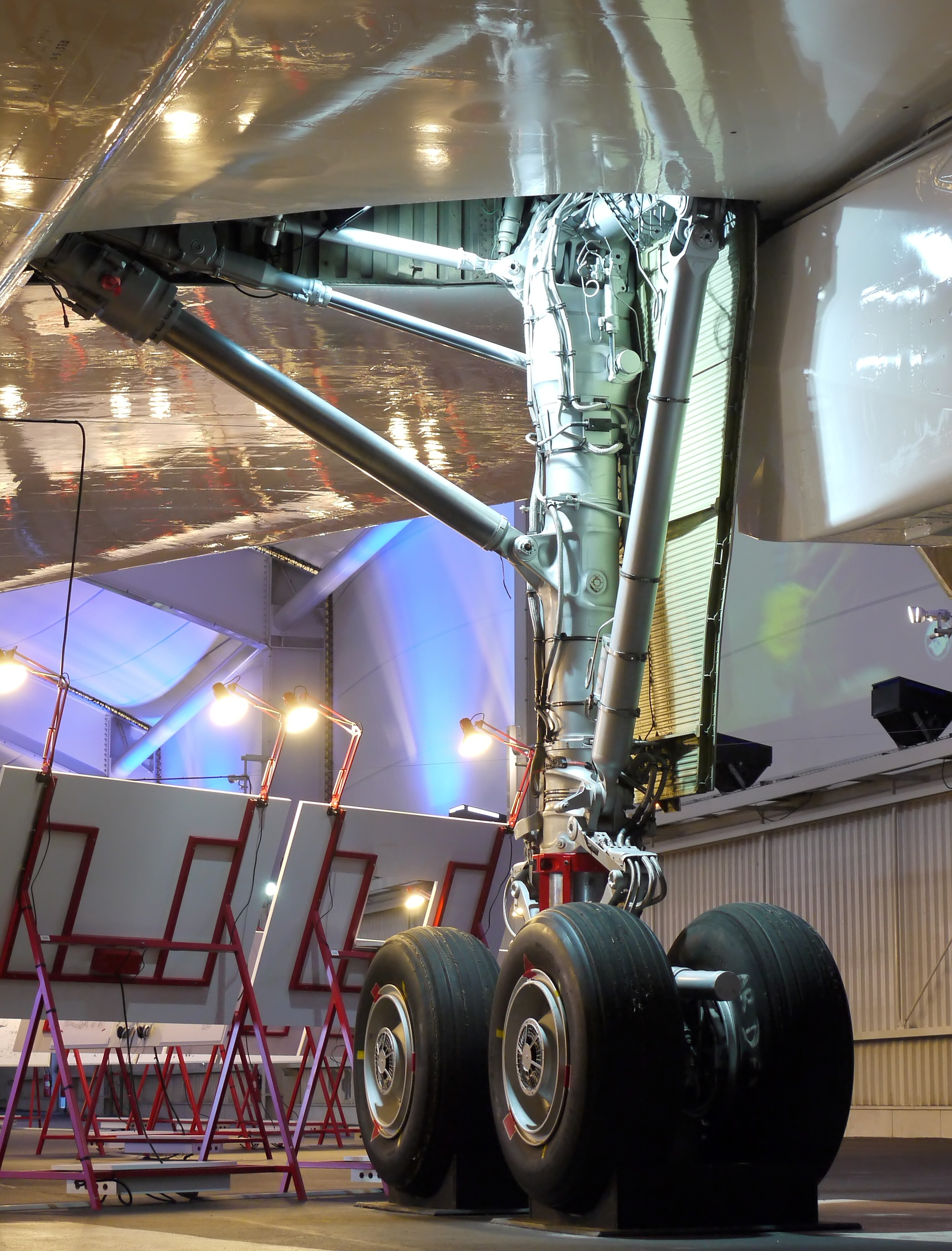
Podwozie główne Concorde’a na wystawie w Muzeum Lotnictwa i Astronautyki Le Bourget w Paryżu.

Ze względu na wysoką prędkość startu (średnio 400 km/h) i lądowania, Concorde potrzebował ulepszonych hamulców. Tak jak większość samolotów liniowych, posiadał ABS – system zapobiegający utracie przyczepności przez opony podczas hamowania. Hamulce firmy Dunlop Rubber były pierwszymi hamulcami samolotowymi zaprojektowanymi na bazie włókna węglowego. W razie przerwania startu, wykorzystanie tego materiału umożliwiało wyhamowanie 188-tonowego samolotu z prędkości 310 km/h na dystansie 1600 m. Temperatura hamulców rosła wtedy do 300–500 °C, a ich ostygnięcie wymagało kilku godzin.
Sposób w jaki skrzydło typu delta wytwarza siłę nośną wpłynął na wzmocnienie konstrukcji podwozia. W układzie tym wymagany jest większy kąt natarcia podczas startu, co powodowało znaczne obciążenia podwozia głównego, dlatego pierwotna konstrukcja wymagała przeprojektowania. Wysokość goleni mogła być regulowana za pomocą teleskopów, tak aby mogły się bezkolizyjnie schować do luków w kadłubie po wystartowaniu samolotu.

### Zasięg
Podróż Concorde’a między Londynem a Nowym Jorkiem musiała odbywać się bez międzylądowania na uzupełnienie paliwa, dlatego projektanci uzyskali największy zasięg wśród naddźwiękowych samolotów. Cecha ta została osiągnięta poprzez skrupulatny rozwój silników, dzięki czemu otrzymano wysoką ich sprawność przy prędkościach naddźwiękowych (obecnie najbardziej wydajny silnik odrzutowy na świecie); projektując smukły kadłub i odpowiedni kształt skrzydła dla wysokiej wartości doskonałości aerodynamicznej; zaplanowania małej ładowności i dużej pojemności zbiorników paliwa oraz zastosowania przemieszczającego się paliwa do wyrównoważania samolotu bez wzbudzania dodatkowego oporu aerodynamicznego.
Niemniej jednak krótko po rozpoczęciu lotów została zaprojektowana wersja „B” z powiększonymi zbiornikami paliwa, zwiększoną powierzchnią nośną i zamontowanymi na niej skrzelami dla zwiększenia wydajności przy wszystkich prędkościach lotu. Napędzać ją miały silniki o większej mocy i obniżonym hałasie, pozbawione paliwożernych i hałaśliwych dopalaczy. Pojawił się pogląd o możliwości stworzenia jednostek napędowych o 25% większej wydajności od silników Rolls-Royce/Snecma Olympus 593. Ich montaż na dużo cięższym samolocie zwiększyłby zasięg o 805 km, umożliwiając otwarcie nowych połączeń komercyjnych. Projekt został zamknięty ze względu na niską sprzedaż Concorde’ów i wzrost cen paliwa lotniczego w latach 70.

### Zwiększona ekspozycja na promieniowanie

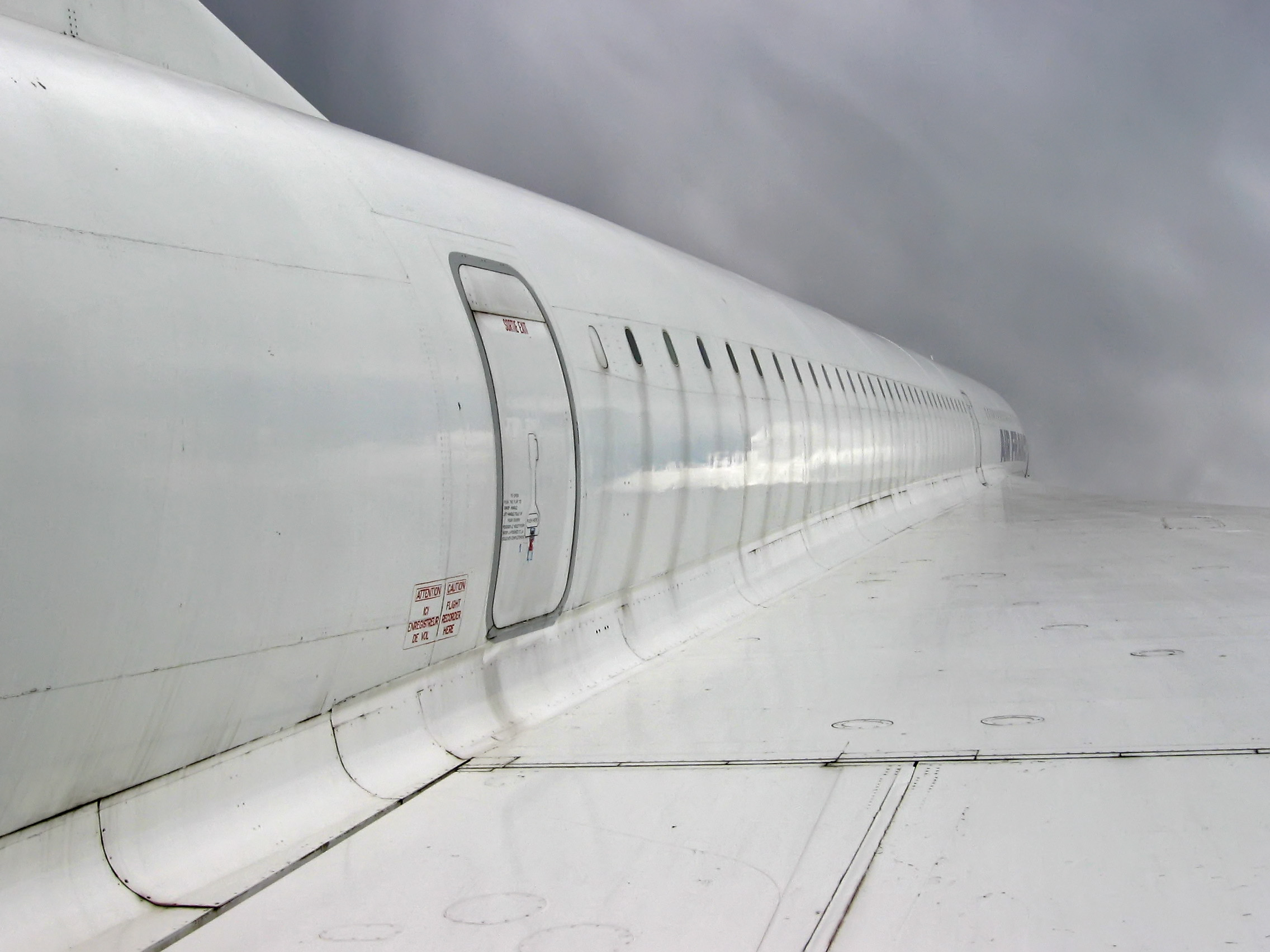
Kadłub Concorde’a

Przelot Concorde’a na dużej wysokości wiązał się z ekspozycją pasażerów na działanie promieniowania kosmicznego, o natężeniu dwukrotnie większym niż w przypadku przelotu na standardowej wysokości. Z tego też względu, istniały obawy, że loty naddźwiękowe będą przyczyną zwiększenia prawdopodobieństwa zachorowania na raka skóry. Niemniej jednak, w trakcie użytkowania okazało się, że skrócenie czasu przelotu ostatecznie wpływa na pochłonięcie mniejszej dawki promieniowania, niż w przypadku lotu na tym samym dystansie samolotem poddźwiękowym. Nieokresowy wzrost aktywności Słońca mógł być źródłem zwiększonego promieniowania, dlatego w kokpicie znajdował się radiometr oraz przyrząd do pomiaru prędkości zmian promieniowania. Jeżeli wskazania świadczyły o zbyt dużym jego poziomie, Concorde obniżał wysokość lotu poniżej 14 000 m.

### Kabina ciśnieniowa
Kabiny samolotów liniowych są utrzymywane pod ciśnieniem odpowiadającym 1800 – 2400 m wysokości, podczas gdy wysokość lotu jest o wiele wyższa. Wewnątrz Concorde’a ciśnienie odpowiadało dolnej wartości tego przedziału, tzn. ciśnieniu z poziomu 1800 m, a nagły jego spadek był szczególnie niebezpieczny dla pasażerów i załogi. Maksymalna wysokość przelotowa Concorde’a wynosiła 18 000 m, w porównaniu do 12 000 m dla samolotów poddźwiękowych. Powyżej 15 000 m niedostateczna wartość ciśnienia atmosferycznego skutkowała zredukowaniem czasu użytecznej świadomości do maksimum 10–15 sekund. Na wysokości lotu Concorde’a gęstość powietrza jest bardzo niska, tak więc naruszenie integralności poszycia spowodowałoby dostatecznie duży spadek ciśnienia tak, że skorzystanie z klasycznych masek tlenowych używanych na innych samolotach byłoby nieskuteczne, a pasażerowie pomimo szybkiego ich nałożenia, ucierpieliby z powodu niedotlenienia. Z tego też względu Concorde był wyposażony w mniejsze okna, żeby zmniejszyć tempo dehermetyzacji, rezerwowy system dostarczający powietrze do utrzymania ciśnienia w kabinie, oraz procedurę szybkiego zniżania aby sprowadzić samolot na bezpieczną wysokość. Piloci mieli dostęp do CPAP, w skład którego wchodziły maski wtłaczające tlen do płuc pod zwiększonym ciśnieniem.

### Część nosowa

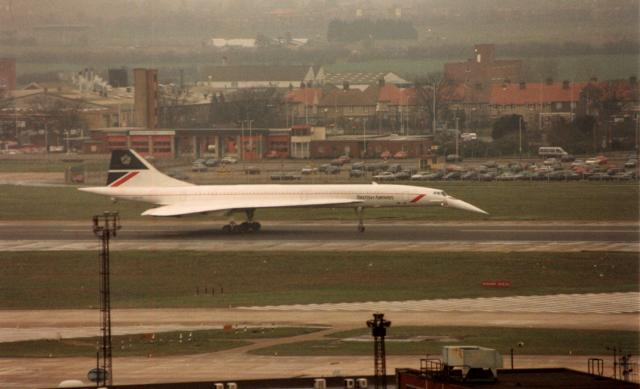
Concorde z maksymalnie opuszczonym nosem, po wylądowaniu

Samolot w układzie delta ląduje i startuje na dużo większych kątach natarcia niż samoloty o skrzydłach skośnych czy prostych, co powoduje problemy z obserwacją pasów startowych z kabiny pilotów. Opuszczany nos Concorde’a był rozwiązaniem zapewniającym opływowy kształt aerodynamiczny podczas lotów naddźwiękowych oraz niezbędną widoczność podczas fazy startu i lądowania, a także w trakcie kołowania po płycie lotniska. Jego opuszczaniem zajmowały się siłowniki hydrauliczne, dokonujące obrotu struktury wokół zawiasów umieszczonych na jej dolnej krawędzi. Elementem wchodzącym w skład nosa była chowana osłona, której okna wykonane były z odpornego na wysokie temperatury szkła. Głównym jej zadaniem była ochrona przednich szyb kabiny pilotów przed działaniem wysokiej temperatury o pochodzeniu aerodynamicznym. Przed operacją obniżenia nosa, osłona była chowana do jego wnętrza za pomocą siłowników hydraulicznych.

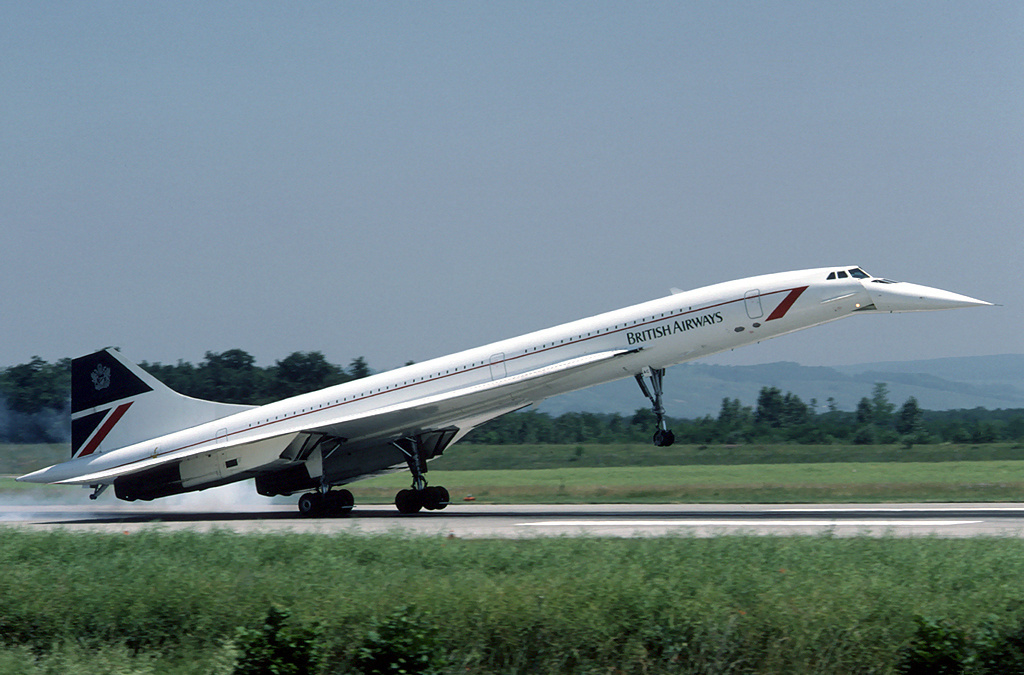
Concorde z maksymalnie opuszczonym nosem, w trakcie lądowania

Kąt nachylenia nosa był dostosowywany do aktualnie wykonywanej operacji. Dźwignia w kokpicie pozwalała na chowanie osłony i obniżenie nosa o 5 stopni podczas poruszania się po płycie lotniska oraz podczas fazy startu. Po oderwaniu samolotu od pasa startowego i opuszczeniu portu lotniczego, nos powracał do standardowego położenia, a osłona wysuwała się. Krótko przed lądowaniem osłona była ponownie ukrywana, a nos obniżany do maksymalnego możliwego wychylenia 12,5 stopnia. Po kontakcie głównego podwozia z pasem, nos był unoszony do pozycji 5 stopni, aby nie uległ uszkodzeniu w momencie zetknięcia przedniego podwozia z podłożem. Start z w pełni obniżonym nosem odbywał się tylko przy specjalnych okazjach.
Na krótkich trasach poddźwiękowych oraz przy czyszczeniu szyb kokpitu, osłona była chowana, a nos pozostawał wyprostowany. Dwa egzemplarze prototypowe pierwotnie posiadały „otwory szklane” w wysuwanej osłonie. Rozwiązanie to zostało odrzucone przez amerykańską Federalną Administrację Lotnictwa, która uznała dostępne pole widzenia za niewystarczające aby wydać pozwolenie na loty na terenie Stanów Zjednoczonych. Decyzja ta wymogła na producentach przeprojektowanie osłon zainstalowanych na egzemplarzach produkcyjnych i czterech przedprodukcyjnych (101, 102, 201 i 202).

### Lot

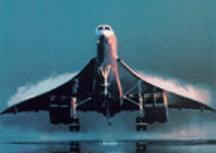
Concorde podczas fazy startu

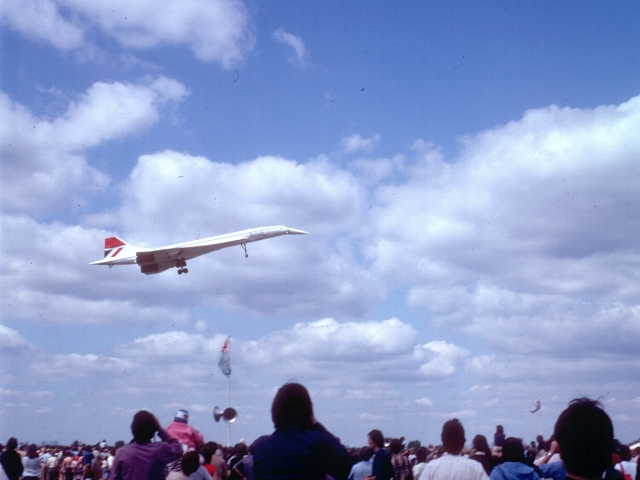
Niski przelot podczas pokazów lotniczych

Czas trwania podróży poddźwiękowym odrzutowcem między Nowym Jorkiem a Paryżem wynosi osiem godzin, natomiast średni czas lotu transatlantyckiego naddźwiękowym Concorde’em wynosił poniżej 3,5 godziny. Jego maksymalną wysokością przelotową było 18 300 m (60 039 stóp), na której osiągał liczbę Macha równą Ma = 2,02 (około 2140 km/h), dwa razy wyższą od tradycyjnego samolotu.
Ze względu na brak ruchu powietrznego na wysokości przelotowej Concorde’a (17 000 m, 56 000 stóp), jego lot przez Atlantyk odbywał się specjalnie przeznaczonymi trasami oceanicznymi. Były one wyznaczane na podstawie cech wiatrów występujących na dużych wysokościach, odmiennie niż trasy dla samolotów lecących poniżej, które to zależały od prognoz pogody. Separacja pionowa dla Concorde’a wynosiła 4600 m (15 000 stóp), pozwalając na powolne wznoszenie z 14 000 m na 18 000 m (z 45 000 na 60 000 stóp) podczas lotu nad oceanem w miarę ubywania paliwa w zbiornikach. W trakcie regularnej służby piloci opracowali wydajny profil lotu przelotowo-wznoszącego.
Skrzydło typu delta zmuszało Concorde’a do lądowania przy wyższych prędkościach niż w przypadku konwencjonalnych powierzchni nośnych (kąty natarcia). Spowodowane było to powstawaniem na nim wirów które tworzyły obszary niskiego ciśnienia nad górną powierzchnią skrzydła. Typowa prędkość lądowania wynosiła 274 km/h.

## Służba
Zbudowanych zostało 20 samolotów Concorde, sześć dla celów rozwojowych konstrukcji, pozostałych czternaście do lotów liniowych.
| Numer | Oznaczenie                  | Operatorzy                                 | Pierwszy lot         | Ostatni lot          | Nalot (godziny) | Lokalizacja | Zdjęcie |
| ----- | --------------------------- | ------------------------------------------ | -------------------- | -------------------- | --------------- | --- | ------- |
| 001   | F-WTSS                      | Sud Aviation Aérospatiale                  | 2 marca 1969         | 19 października 1973 | 812             | Muzeum Lotnictwa i Astronautyki Le Bourget Le Bourget, Francja                                                                               |         |
| 002   | G-BSST                      | BAC/BAE Systems                            | 9 kwietnia 1969      | 26 lipca 1976        | 836             | Fleet Air Arm Museum hrabstwo Somerset, Anglia                                                                                               |         |
| 101   | G-AXDN                      | BAC/BAE Systems                            | 17 grudnia 1971      | 20 sierpnia 1975     | 633             | Imperial War Museum Duxford Duxford, Anglia                                                                                                  |         |
| 102   | F-WTSA                      | Sud Aviation Aérospatiale                  | 10 stycznia 1973     | 20 maja 1976         | 642             | Musée Delta, Port lotniczy Paryż-Orly Paryż, Francja                                                                                         |         |
| 201   | F-WTSB                      | Aérospatiale                               | 6 grudnia 1973       | 19 kwietnia 1985     | 754             | Fabryka Airbusa Tuluza, Francja |         |
| 202   | G-BBDG                      | BAC/BAE Systems                            | 13 lutego 1974       | 24 grudnia 1981      | 803             | Brooklands Museum Weybridge, hrabstwo Surrey, Anglia                                                                                         |         |
| 203   | F-WTSC F-BTSC               | Aérospatiale Air France                    | 31 stycznia 1975     | 25 lipca 2000        | 11 989          | Zniszczony w katastrofie Gonesse pod Paryżem, Francja                                                                                        |         |
| 204   | G-BOAC G-N81AC N81AC G-BOAC | BAC British Airways Braniff BA             | 27 lutego 1975       | 31 października 2003 | 22 260          | Port lotniczy Manchester Manchester, Anglia                                                                                                  |         |
| 205   | F-BVFA N94FA F-BVFA         | Air France Braniff Air France              | 27 października 1976 | 12 czerwca 2003      | 17 824          | Centrum Stevena F. Udvar-Hazyego Chantilly w stanie Wirginia, Stany Zjednoczone                                                              |         |
| 206   | G-BOAA G-N94AA N94AA G-BOAA | BAC BA Braniff BA                          | 5 listopada 1975     | 12 sierpnia 2000     | 22 768          | National Museum of Flight East Lothian, Szkocja                                                                                              |         |
| 207   | F-BVFB N94FB F-BVFB         | Air France Braniff Air France              | 6 marca 1976         | 24 czerwca 2003      | 14 771          | Sinsheim Auto & Technik Museum Niemcy |         |
| 208   | G-BOAB G-N94AB N94AB G-BOAB | BAC BA Braniff BA                          | 18 maja 1976         | 15 sierpnia 2000     | 22 296          | Heathrow Londyn, Anglia |         |
| 209   | F-BVFC N94FC F-BVFC         | Air France Braniff Air France              | 9 lipca 1976         | 27 czerwca 2003      | 14 332          | Fabryka Airbusa Tuluza, Francja |         |
| 210   | G-BOAD N94AD G-BOAD         | BAC BA Braniff BA                          | 25 sierpnia 1976     | 10 listopada 2003    | 23 397          | Intrepid Sea-Air-Space Museum Nowy Jork, USA                                                                                                 |         |
| 211   | F-BVFD N94FD F-BVFD         | Air France Braniff Air France              | 10 lutego 1977       | 27 maja 1982         | 5814            | Po 1982 roku źródło części zamiennych, pocięty na kawałki w 1994 roku. Nieznaczna część kadłuba pozostaje na lotnisku Le Bourget we Francji. |         |
| 212   | G-BOAE G-N94SD G-BOAE       | BAC BA Braniff BA                          | 17 marca 1977        | 17 listopada 2003    | 23 376          | Port lotniczy Grantley Adams Barbados |         |
| 213   | F-WJAM F-BTSD N94SD F-BTSD  | Aérospatiale Air France Braniff Air France | 26 czerwca 1978      | 14 czerwca 2003      | 12 974          | Muzeum Lotnictwa i Astronautyki Le Bourget Le Bourget, Francja                                                                               |         |
| 214   | G-BFKW G-BOAG               | BAE Systems BA                             | 21 kwietnia 1978     | 5 listopada 2003     | 16 239          | Museum of Flight Seattle, Stany Zjednoczone                                                                                                  |         |
| 215   | F-WJAN F-BVFF               | Aérospatiale Air France                    | 26 grudnia 1978      | 11 czerwca 2000      | 12 421          | Port lotniczy Paryż-Roissy-Charles de Gaulle Paryż, Francja                                                                                  |         |
| 216   | G-BFKX G-BOAF N94AF G-BOAF  | BAE Systems BA Braniff BA                  | 20 kwietnia 1979     | 26 listopada 2003    | 18 257          | Port lotniczy Bristol Filton Bristol, Anglia                                                                                                 |         |

### Szkolenie załogi
Kandydaci na pilotów Concorde’a musieli posiadać duże doświadczenie w pilotażu odrzutowych samolotów pasażerskich. Ich szkolenie trwało około pięciu miesięcy i składało się z kilku etapów. Pierwszy obejmował sześciotygodniowe zajęcia dydaktyczne dotyczące teorii lotów naddźwiękowych, a przewodnim tematem pojawiającym się na większości z nich było bezpieczeństwo. Zwiększonej ilości czasu wymagały tematy obsługi silników i związanych z nimi systemów oraz zrozumienie działania układu paliwowego. Dla celów porównawczych każde z ćwiczeń było przeprowadzane w warunkach normalnych, nadzwyczajnych oraz ekstremalnych. Analizą wyników zajmował się komputer.
Drugi etap szkolenia odbywał się w makiecie kabiny pilotów, gdzie przyszła załoga zapoznawała się z procedurami oraz rozmieszczeniem instrumentów pokładowych. Na koniec etapu przyszli piloci zdawali test przeprowadzany przez producentów oraz European Joint Airworthness Authority.
Kandydaci którzy pomyślnie napisali egzamin, udawali się do Paryża lub Filton na etap szkolenia na symulatorze lotu. Zapewniał on wierne odwzorowanie wnętrza kabiny pilotów oraz wszystkich faz lotu, począwszy od sekwencji przedstartowej poprzez uruchomienie silników, kołowanie, start, przelot oraz lądowanie z kołowaniem do rękawa. Zastosowany układ ruchu umożliwiał symulowanie drgań pochodzących od silników, jak i nierówności podłoża podczas kołowania. Podczas tego etapu załoga odbywała dziewiętnaście czterogodzinnych misji, których poziom trudności systematycznie wzrastał. Kontrolę nad prawidłowością przebiegu ćwiczenia sprawował instruktor, który również prowadził rozmowę z pilotami jako centrum kontroli ruchu lotniczego. Pierwsza misja w symulatorze polegała na przelocie poddźwiękowym, wstępnym manewrowaniu oraz zapoznaniu z obsługą systemów samolotu. Wraz z drugim ćwiczeniem, kiedy do programu wchodził lot naddźwiękowy, inżynier pokładowy uczył się sterowania trymowaniem paliwa, a pilot nawyku obserwowania wskaźnika położenia środka ciężkości. Załoga zapoznawała się również z efektami działania automatycznego pilota, który posiadał siedemnaście trybów pracy dla lotu oraz trzy do sterowania silnikami. Część z tych trybów uaktywniała się podczas sytuacji awaryjnych, np. podczas zgaśnięcia silnika podczas startu autopilot wychylał ster kierunku do skompensowania odchylenia samolotu. Ze względu na tak dużą ingerencję automatyki w sterowanie maszyną, część z kandydatów rezygnowało z dalszego uczestniczenia w szkoleniu. Przez kolejne osiem misji miały miejsce symulacje całej gamy awarii, m.in. zgaśnięcie obydwu silników na skrzydle czy lądowanie przy działających tylko trzech silnikach. Od jedenastego zadania załoga uczyła się pilotażu z różnych miejsc w kokpicie, włączając w to lądowanie przeprowadzane przez inżyniera pokładowego z miejsca pierwszego pilota. Końcowe misje skupiały się na zacieśnieniu współpracy między osobami w kokpicie w trakcie awarii: autopilota ciągu, zablokowaniu nosa w pozycji 5 stopni podczas lądowania (ograniczenie widoczności pasa), usterki przyrządów pokładowych oraz procedury przejścia na drugie okrążenie w niesprzyjających warunkach pogodowych. Ostatnie trzy misje dotyczyły procedur związanych z redukcją hałasu generowanego przez samolot podczas lądowania na lotnisku w Nowym Jorku oraz kompletne przeloty dzienne i w warunkach nocnych.

### Loty rejsowe
Loty rejsowe rozpoczęły się 21 stycznia 1976 roku na trasach Londyn–Bahrajn i Paryż–Rio (przez Dakar). Trasa Paryż–Wyspy Kanaryjskie (przez Azory) otwarta została 10 kwietnia tego samego roku. W tym samym czasie kongres USA nałożył blokadę na lądowania Concorde’a na terenie Stanów Zjednoczonych, co było spowodowane w głównej mierze protestami mieszkańców przeciwko powstającym podczas lotu gromom dźwiękowym i w efekcie zatrzymało otwarcie tras transatlantyckich. Mimo to, sekretarz transportu William Coleman udzielił pozwolenia na loty do portu lotniczego Waszyngton-Dulles. Od maja 1976 roku zarówno Air France, jak i British Airways równocześnie rozpoczęły loty na tej trasie.

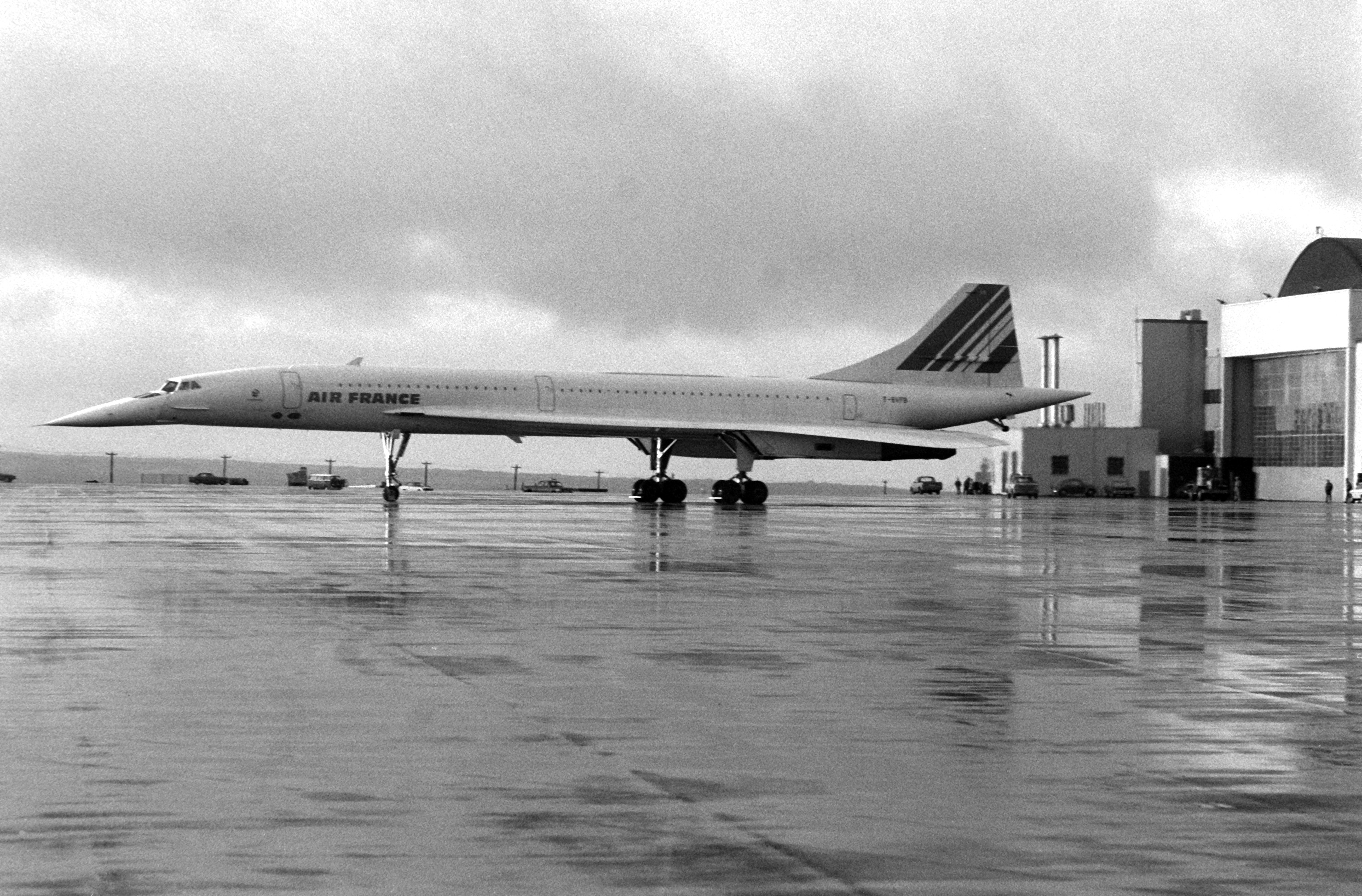
Concorde w 1977 roku

Po zniesieniu zakazu operowania na lotnisku JFK w lutym 1977 roku, Nowy Jork nałożył zakaz na obszar lokalny. Ostatecznie zakaz został wycofany 17 października 1977 roku przez Sąd Najwyższy. W związku z narzekaniami odnośnie do głośności samolotu, sporządzony na ten temat raport stwierdził, że ówczesny Air Force One, którym był Boeing VC-137 generował podczas startu i lądowania większy od Concorde’a hałas. Loty rejsowe z Londynu i Paryża do Nowego Jorku rozpoczęły się 22 listopada 1977 roku.
W 1977 roku British Airways i Singapore Airlines współużytkowały Concorde’a do lotów między Londynem a Singapurem (lot przez Bahrajn). Lewa strona kadłuba samolotu o oznaczeniu G-BOAD została pomalowana w barwy SA, natomiast prawa – BA. Usługa została przerwana po trzech lotach powrotnych ze względu na skargi rządu Malezji odnośnie do hałasu. Możliwość ponownego jej wznowienia trasą omijającą przestrzeń powietrzną Malezji istniała dopiero w 1979 roku. Spór z Indiami wymusił lot poddźwiękowy nad ich terytorium, co przyczyniło się do nierentowności trasy i jej zamknięcia w 1980 roku.
W okresie wrzesień 1978 – listopad 1982 podczas meksykańskiego boomu paliwowego Air France zapewniała dwa razy tygodniowo lot do portu lotniczego Meksyk-Benito Juarez przez Waszyngton lub Nowy Jork. Panujący w tym okresie ogólnoświatowy kryzys gospodarczy doprowadził do zamknięcia tej trasy – ostatnie loty odbywały się przy niskim zapełnieniu miejsc pasażerskich. Podróż między Waszyngtonem lub Nowym Jorkiem a Meksykiem zawierała odcinek nad Florydą, który ze względu na prawo stanowe musiał być przebywany przy prędkości poddźwiękowej Ma = 0,95. Po jego minięciu Concorde przyspieszał ponownie, by minąć Zatokę Meksykańską z prędkością podróżną Ma = 2,02. Podczas wyczarterowanej wycieczki dookoła świata 1 kwietnia 1989 roku British Airways wprowadziło poprawkę dla tej trasy, tak że egzemplarz G-BOAF mijał Florydę z prędkością naddźwiękową od strony wschodniej i południowej. Concorde okazjonalnie powracał w tamten rejon podczas lotów czarterowych do Meksyku i Acapulco.
W latach 1978–1980 10 egzemplarzy zostało wyleasingowanych przez linie Braniff International Airways, po pięć sztuk od Air France i British Airways. Były one wykorzystywane do lotów poddźwiękowych między portami w Dallas-Fort Worth i Washington Dulles. Na tej trasie pilotaż prowadzili pracownicy Braniff. Lot naddźwiękowy do Europy wykonywali pracownicy AF i BA. Samoloty były zarejestrowane zarówno w USA, jak i w krajach ich rodzimych przewoźników, a ich obowiązywanie zależało od odcinka, który był aktualnie pokonywany. Loty nie były rentowne, samoloty były przeważnie zapełnione w 50%, co w maju 1980 roku zmusiło linie Braniff do rezygnacji z bycia jedynym amerykańskim operatorem Concorde’a.

### Zakup przez BA
Około roku 1981 przyszłość Concorde’a w Wielkiej Brytanii stanęła pod znakiem zapytania. Każdy rok operowania samolotu prowadził do strat finansowych brytyjskiego rządu, co spowodowało pojawienie się planu całkowitego jego wycofania ze służby. Pod koniec 1983 roku dyrektor BA John King przekonał rząd do sprzedaży samolotów za 16,5 mln funtów plus zyski z pierwszego roku użytkowania.

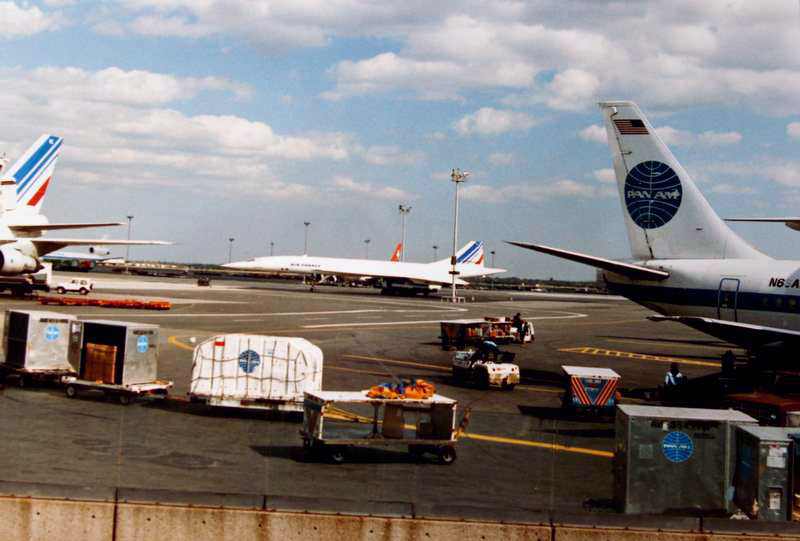
Concorde linii Air France na lotnisku Kennedy’ego w 1987 roku

John King zdał sobie sprawę z posiadania prestiżowego produktu o zaniżonej cenie. Po przeprowadzeniu badań rynku okazało się, że grupa konsumentów, do której oferta przewozów była skierowana, była przeświadczona o wyższych niż w rzeczywistości cenach usług. British Airways sukcesywnie więc podnosiła ceny i ich jakość tak, aby dopasować je do oczekiwań klientów. Po tym zabiegu BA, w przeciwieństwie do francuskiego przewoźnika, wypracowywała zysk nawet do 50 mln funtów w najbardziej dochodowych latach, otrzymując sumarycznie kwotę 1,75 mld funtów.
W latach 1984–1991 brytyjski Concorde 3 razy tygodniowo obsługiwał trasę między Londynem a Miami, z międzylądowaniem w Waszyngtonie. Air France i BA do 2003 roku obsługiwały codziennie loty do Nowego Jorku. W trakcie letniego sezonu turystycznego Concorde odwiedzał również międzynarodowy port lotniczy Grantley Adams na Barbadosie.

### Poważniejsze incydenty

#### Wypadek Air France lot 4590
25 lipca 2000 roku egzemplarz F-BTSC Air France (lot 4590) rozbił się na obrzeżach miasteczka Gonesse pod Paryżem, pochłaniając 113 ofiar: 100 pasażerów, 9 członków załogi oraz cztery osoby przebywające w hotelu (m.in. dwie Polki). Była to jedyna katastrofa w trakcie użytkowania Concorde’a.
Zgodnie z wyjaśnieniami oficjalnego śledztwa przeprowadzonego przez francuską komisję badania wypadków lotniczych (BEA), przyczyną wypadku był tytanowy pasek, który odpadł z samolotu DC-10 linii Continental, startującego pięć minut wcześniej. Podczas startu Concorde najechał na niego lewym zespołem kół, doprowadzając do rozerwania jednej z opon, której fragmenty uderzyły w zbiornik paliwa znajdujący się nad komorą podwozia. Uderzenie spowodowało poważny wyciek paliwa, które następnie zapaliło się od instalacji elektrycznej lub w wyniku kontaktu z gorącymi elementami silnika. W tym momencie samolot poruszał się z prędkością uniemożliwiającą bezpieczne wyhamowanie maszyny na pasie startowym, wobec czego dowódca Christian Marty podjął decyzję o kontynuowaniu startu. Utrata ciągu dwóch silników (silnik nr 1 został uszkodzony, nr 2 został wyłączony przez załogę) uniemożliwiła zwiększenie prędkości i nabranie wysokości po starcie, co w połączeniu ze stratą stateczności doprowadziło do upadku maszyny na hotel tuż przed miejscowością Gonesse.
Przed katastrofą Concorde był najbezpieczniejszym na świecie samolotem liniowym w użyciu; w statystyce zgonów na przebyte kilometry zajmował pierwsze miejsce z wynikiem zero, jednak historia spod Paryża zwiększyła ten wskaźnik do poziomu sześćdziesięciu razy przekraczającego wartość dla samolotów poddźwiękowych. Analiza wypadku doprowadziła do zwiększenia bezpieczeństwa poprzez wzmocnienie spodu zbiorników paliwa kevlarem, poprawę obwodów elektrycznych i zaprojektowanie wzmocnionych opon.
Pierwszy lot po dokonaniu modyfikacji odbył się z londyńskiego lotniska Heathrow 17 lipca 2001 roku. Podczas 3 godzin i 20 minut lotu nad środkowym Atlantykiem w kierunku Islandii, pilot Mike Bannister uzyskał prędkość Ma = 2,02 na 60 000 stopach wysokości, po czym wylądował w bazie RAF, w Brize Norton. Lot doświadczalny, w zamierzeniu mający przypominać trasę Londyn–Nowy Jork, został uznany za sukces. Podróż była transmitowana w telewizji i obserwowana przez tłumy ludzi na obydwu lotniskach. Kolejny lot z pracownikami BA odbył się 11 września 2001 roku, a samolot wylądował tuż przed zamachem z 11 września na Stany Zjednoczone.
Normalne loty komercyjne zostały wznowione 7 listopada 2001 roku przez obydwie linie (samolot G-BOAE i F-BTSD), na trasie do portu lotniczego JFK w Nowym Jorku, gdzie wysiadających pasażerów powitał burmistrz miasta Rudy Giuliani.

### Wycofanie ze służby
10 kwietnia 2003 roku Air France i British Airways jednocześnie ogłosiły wycofanie Concorde’a ze służby do końca roku. Wśród wymienianych powodów była niska liczba pasażerów po katastrofie z 25 lipca 2000 roku, spadek natężenia ruchu lotniczego spowodowany atakami z 11 września oraz rosnące koszty obsługi. Mimo że Concorde był zaawansowany technicznie w czasach wprowadzania do służby, 30 lat później jego kokpit, z analogowymi przyrządami i lampkami był już przestarzały. Brak nacisku, czy też powodu do unowocześniania Concorde’a wynikał z nieistnienia konkurencyjnego samolotu, odmiennie niż w przypadku np. Boeinga 747. Wraz z jego wycofaniem, odchodziła ze służby ostatnia maszyna floty BA, która była obsługiwana przez inżyniera pokładowego. Inne konstrukcje, takie jak zmodernizowany Boeing 747-400 skutecznie zastąpiły rolę inżyniera pokładowego nowoczesną awioniką.
Tego samego dnia Richard Branson zaoferował kupno całej floty za ich „oryginalną cenę 1 funta” dla swoich linii Virgin Atlantic Airways. Stwierdził, że jest to identyczny koszt, jaki poniosły British Airways za zakup samolotów od rządu, jednak linie zaprzeczyły tym słowom i odrzuciły ofertę. Rzeczywista cena za każdy egzemplarz wynosiła 26 mln funtów, jednak pieniądze na ten cel pochodziły z pożyczki rządowej (w zamian rząd pobierał 80% wypracowanego zysku). Następnie BA nabyło dwie maszyny za cenę 1 funta w ramach wartej 16,5 mln funtów umowy sprzedaży z 1983 roku. Branson podał w magazynie The Economist z dnia 23 października 2003 roku ostateczną cenę „ponad 5 mln funtów” z zamiarem korzystania z floty przez wiele lat. Ostatecznie, decydującą kwestią w decyzji o wycofaniu był brak zgody Airbusa na dozór techniczny starzejących się płatowców.

#### Air France

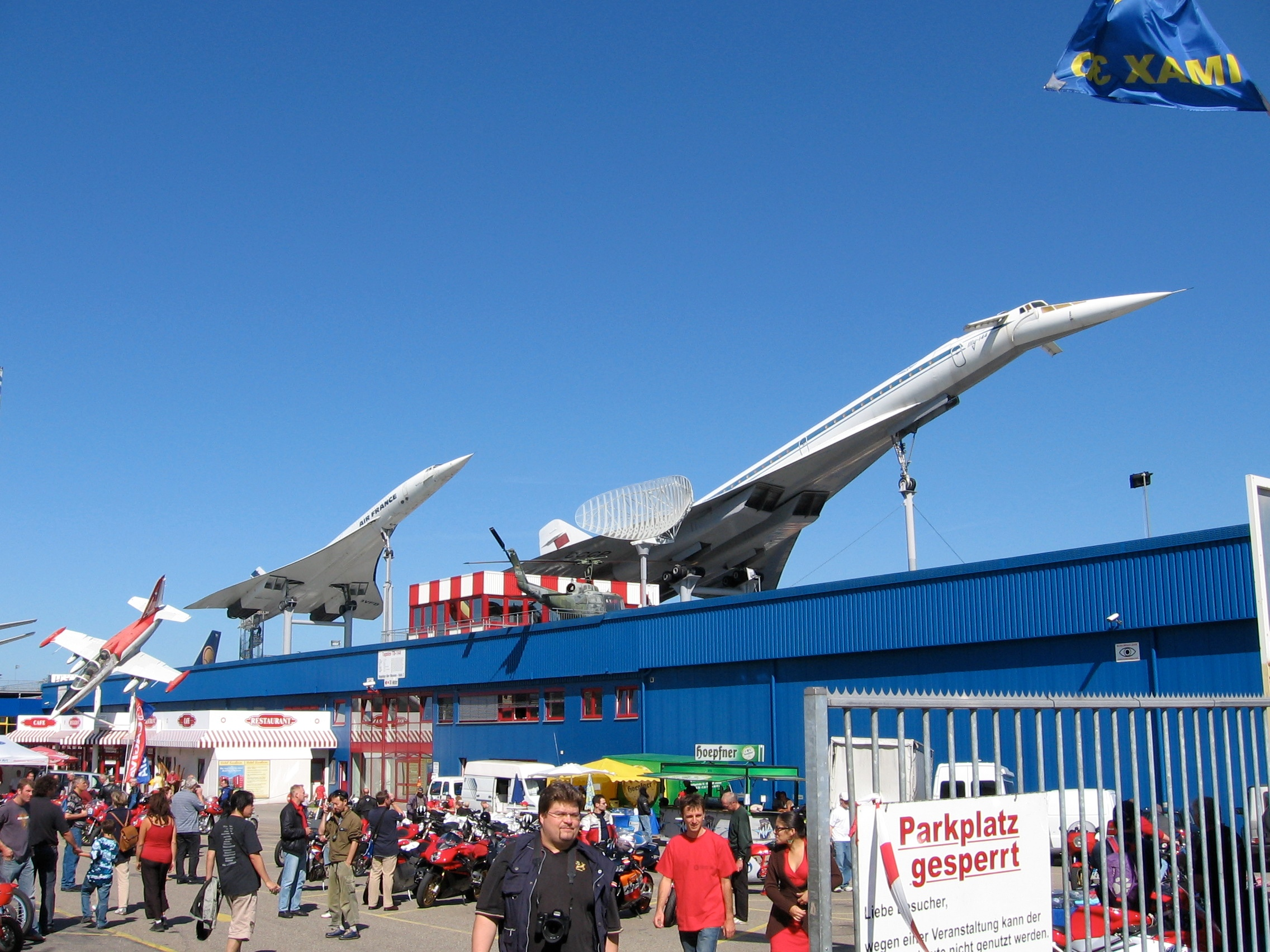
Concorde F-BVFB i Tupolew Tu-144 – dwa naddźwiękowe samoloty na wystawie Sinsheim Auto & Technik Museum w Sinsheim

Ostatnie rejsowe lądowanie Concorde’a linii Air France miało miejsce na lotnisku w Nowym Jorku 30 maja 2003 roku. W następnym tygodniu, tj. 2 i 3 czerwca 2003 roku, egzemplarz F-BTSD odbył dwustronną podróż z Paryża do Nowego Jorku z pracownikami linii lotniczych na pokładzie. Ostatni lot francuskiego Concorde’a F-BVFC do Tuluzy miał miejsce 27 czerwca 2003 roku.
Aukcja z częściami samolotu i pamiątkami odbyła się 15 listopada 2003 roku w domu aukcyjnym Christie’s w Paryżu. Uczestniczyło w niej 1300 osób, a wiele z wystawionych przedmiotów zostało sprzedanych powyżej wyceny.
Egzemplarz F-BVFC został złożony w Tuluzie i pozostawał funkcjonalny po zakończeniu służby. Krótkotrwałe uruchomienia silników miały umożliwić ewentualne poruszanie się samolotu po płycie lotniska na potrzeby śledztwa w sprawie wypadku z 2000 roku. Obecnie samolot jest w stanie pełnego spoczynku.
Egzemplarz F-BTSD został przekazany Muzeum Lotnictwa i Astronautyki Le Bourget pod Paryżem. Odmiennie niż w przypadku innych muzealnych Concorde’ów, samolot ten posiada kilka sprawnych układów, m.in. jego nos może być opuszczany. Fakt ten doprowadził do pojawienia się plotek na temat możliwego użycia go w przyszłości na specjalne okazje.
Egzemplarz F-BVFB obecnie znajduje się w muzeum Sinsheim Auto & Technik Museum w niemieckim mieście Sinsheim. Po wykonaniu swojego ostatniego lotu z Paryża do Baden-Baden został przetransportowany barką, a następnie droga lądową. W zbiorach muzealnych znajduje się również Tu-144 i jest to jedyne miejsce, gdzie obydwa naddźwiękowe samoloty można obejrzeć razem.

#### British Airways

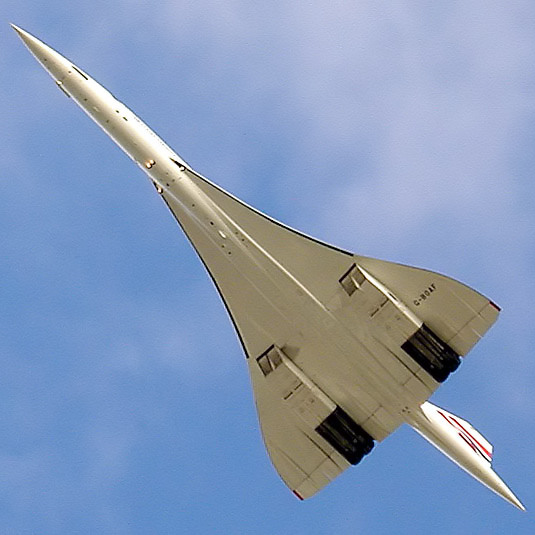
Ostatni lot Concorde’a, G-BOAF z Heathrow do Bristolu, 26 listopada 2003

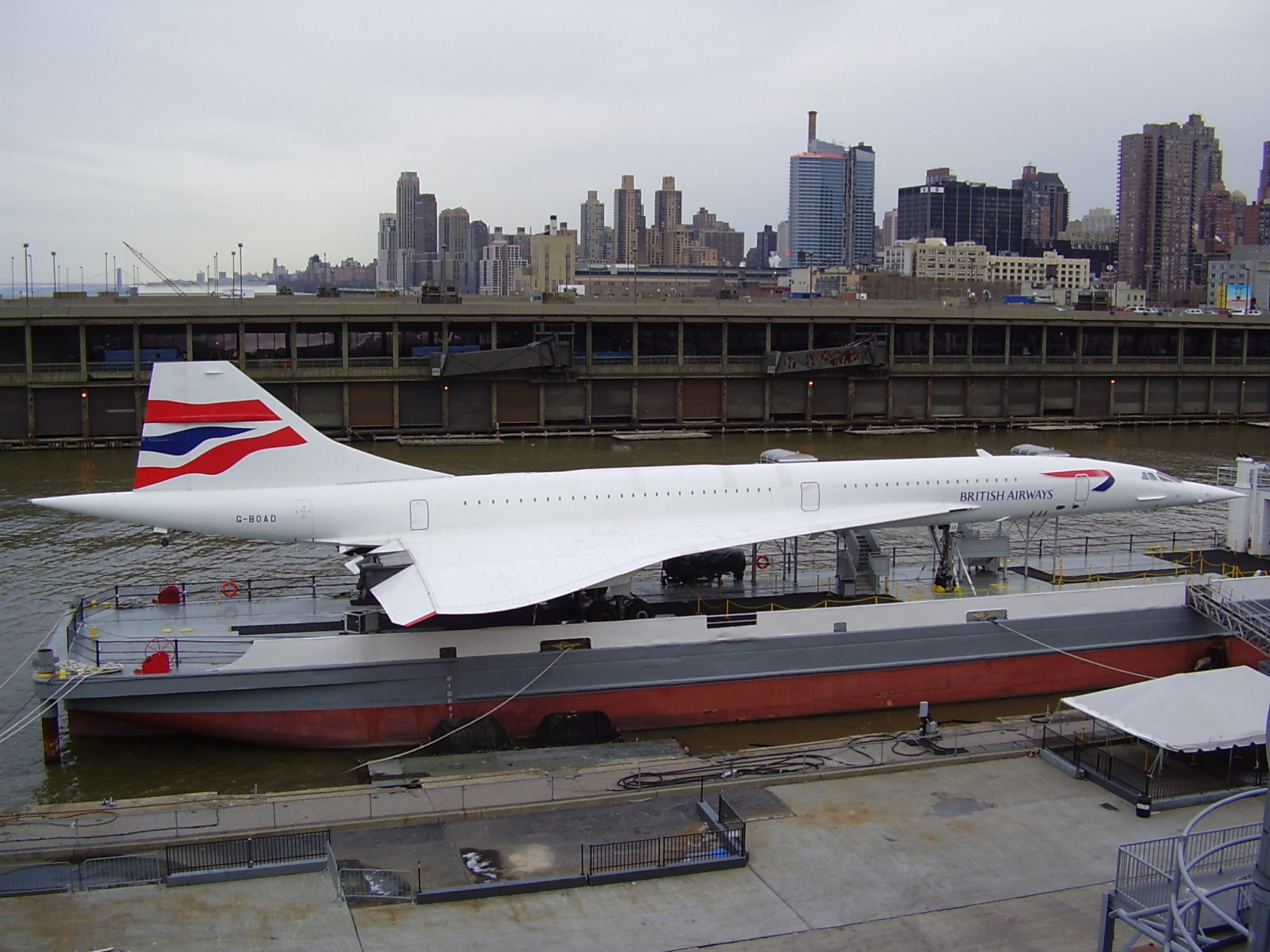
Concorde G-BOAD na barce na wystawie w Intrepid Sea-Air-Space Museum, w grudniu 2005 roku

Linie British Airways zorganizowały pożegnalną wycieczkę po Ameryce Północnej w październiku 2003 roku. Egzemplarz G-BOAG wizytował Toronto Pearson International Airport 1 października 2003 roku, po czym udał się na lotnisko JFK w Nowym Jorku. 8 października 2003 roku G-BOAD wykonał lot do portu lotniczego w Bostonie a G-BOAG do Dulles 14 października. Wbrew niektórym stwierdzeniom, podróż egzemplarza G-BOAD z Heathrow do Bostonu z czasem 3 godzin 5 minut 34 sekund nie ustanowiła rekordu najszybszego lotu transatlantyckiego w kierunku zachodnim. Tytuł ten przypada lotowi z 7 lutego 1996 roku na trasie Londyn–Nowy Jork, który trwał 2 godziny 52 minuty i 59 sekund.
W tygodniu pożegnalnych lotów dookoła Wielkiej Brytanii, 20 października Concorde odwiedził Birmingham, 21 października Belfast, 22 października Manchester, 23 października Cardiff oraz 24 października Edynburg. Każdego dnia kiedy samolot wylatywał i wracał z Heathrow do poszczególnych miast, jego przelot odbywał się w przeważającej większości na niewielkiej wysokości.

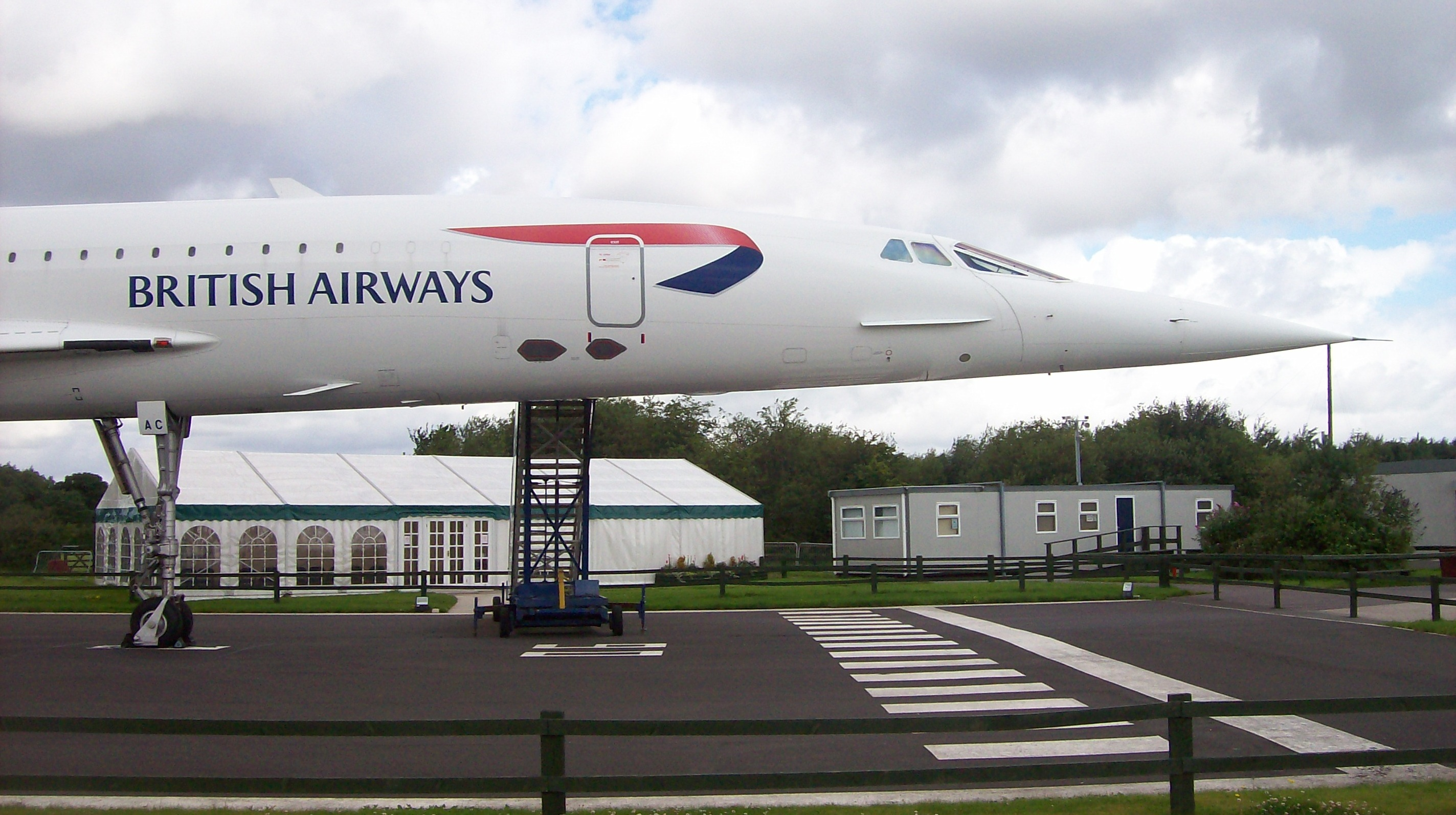
Concorde G-BOAC na wystawie na lotnisku w Manchesterze

22 października centrum kontroli lotów lotniska Heathrow zaaranżowało wspólne lądowanie lotu BA9021C z Manchesteru wraz z powracającym z Nowego Jorku BA002 równocześnie na lewym i prawym pasie do lądowań. Wieczorem 23 października, gdy Concorde opuszczał Londyn ostatnim rejsowym lotem przez Atlantyk, królowa Wielkiej Brytanii pozwoliła na podświetlenie zamku w Windsorze, zaszczyt normalnie zarezerwowany dla przełomowych wydarzeń i wizytujących ważnych osobistości.
British Airways wycofały swoją flotę Concorde’ów 24 października 2003 roku. Egzemplarz G-BOAG opuścił Nowy Jork wśród fanfar porównywalnych do tych dla samolotu Air France F-BTSD, podczas gdy dwie pozostałe maszyny wykonały dodatkowe przeloty, G-BOAF przewożący vipów nad Zatoką Biskajską, a G-BOAE do Edynburga. Następnie wszystkie trzy zatoczyły na niewielkiej wysokości kręgi nad Londynem i kolejno wylądowały na lotnisku Heathrow. Kapitanem ostatniego lotu z Nowego Jorku był Mike Bannister.
Cała flota została uziemiona a jej certyfikaty zdatności do lotu wygasły. W 2004 roku były pilot i zarządca floty, Jock Lowe, oszacował koszt przywrócenia zdatności do lotu G-BOAF na 10–15 mln funtów. Linie British Airways zachowały prawo własności do samolotów i ogłosiły, że ze względu na decyzję Airbusa z 2003 roku o zakończeniu wsparcia technicznego, w przyszłości nie planują żadnych lotów.
1 grudnia 2003 dom aukcyjny Bonhams przeprowadził aukcję pamiątek związanych z samolotem. Zebrane 750 000 funtów przeznaczono na cele charytatywne. W marcu 2007 roku BA ogłosiło rezygnację z odnowienia kontraktu na główne miejsce reklamowe przy wejściu na londyńskie lotnisko Heathrow, gdzie od lat 90. znajdował się 40% wielkości model Concorde’a. Po wygaśnięciu umowy został on przeniesiony na wystawę do Muzeum Brooklands.

### Konserwacja i przywrócenie do stanu lotnego
Grupa francuskich inżynierów utrzymuje najmłodszą konstrukcję F-BTSD w stanie operacyjnym w muzeum Le Bourget Air and Space Museum w Paryżu. W lutym 2010 zostało ogłoszone, że planuje przywrócić sprawność silnikom, aby samolot mógł kołować. 29 maja 2010 stwierdzono również, że głównym celem działań jest jego renowacja do stanu lotnego, dzięki czemu mógłby ponownie latać w trakcie pokazów lotniczych, a także wykonać lot podczas ceremonii otwarcia Letnich Igrzysk Olimpijskich 2012 w Londynie.

## Wpływ

### Projektowanie „koni roboczych”
Concorde, a konkretnie cały projekt samolotów naddźwiękowych zasadniczo miał spowodować zastąpienie floty wówczas używanych samolotów poddźwiękowych samolotami naddźwiękowymi, jak w przypadku przejścia z samolotów tłokowych na odrzutowe. Dochodziło wręcz do przypadków, że poważne firmy lotnicze jak Pan Am witały nowo zatrudnionych pilotów w latach 60 XX wieku słowami „Congratulations gentlemen. You’re going to be SST pilots. „(Gratulacje dla Panów. Będziecie pilotami SST”. Gdzie SST jest oznaczeniem amerykańskim na Super-Sonic Transport, czyli Naddźwiękowy Transport). De facto kryzys, załamanie na rynku paliwowym, oraz oczekiwania niższych cen biletów powiązane ze słabą opłacalnością i rentownością projektu w pierwszych latach doprowadziły do zmienienia całego nastawienia i celów przemysłu lotniczego. Jednak sama możliwość bardzo szybkiej podróży, była przez wiele lat doceniana przez część, nawet jeśli jedną z niewielu możliwości (poza własnym programem SST) był zakup dość starych samolotów. Mimo wysokich cen paliw z lat 70, to dużo wyższe ceny w początkach XXI wieku nie odstraszyły potencjalnych inwestorów – Richard Branson chciał odkupić samoloty dla Virgin Atlantic Airways, za sumę ponad 5 milionów funtów, widząc potencjał w wieloletniej eksploatacji.
Natomiast sam rynek lotniczy od czasu zbudowania ostatniego Concorde i Tu-144 nie zbudował ani jednego seryjnego naddźwiękowego samolotu pasażerskiego (stan na 2013) – w projektowaniu i budowaniu stawiając na optymalizację wykorzystania paliwa, a nie prędkość, nawet w zamówieniach dla linii luksusowych czy prywatnych biznesmenów. Szefowie linii lotniczych wręcz obniżają lub zapowiadają zmniejszenie prędkości latania swoich samolotów w celu zmniejszenia wydatków na paliwo, a rozwój silników turbośmigłowych pozwala nawet ciężkim transportowcom osiągać prędkości porównywalne z odrzutowymi transportowcami, czy prywatnymi lub biznesowymi odrzutowcami, mniej niż 1/3 mniejszymi od rejsowych (np. Airbus A400M).

### Środowisko
Przed rozpoczęciem pierwszych lotów Concorde’a większość nowych rozwiązań technicznych opracowywanych przez cywilny przemysł lotniczy było akceptowanych przez rządy i ich elektoraty. Dopiero sprzeciw wobec nadmiernej emisji hałasu, powodowanej przez przeloty Concorde’a, szczególnie na wschodnim wybrzeżu USA, wymusił na decydentach wielu gałęzi przemysłu, przykładanie większej wagi do wpływu nowych technologii na społeczeństwo i środowisko. Mimo iż to właśnie Concorde bezpośrednio doprowadził do rozpoczęcia programu redukcji hałasu generowanego przez samoloty korzystające z portu JFK w Nowym Jorku, wiele osób twierdziło, że wytwarzał on mniejszy hałas, niż początkowo zakładano. Udawało się to dzięki redukcji mocy silników przez pilotów podczas przelotu nad obszarami mieszkalnymi. Zanim rozpoczęły się loty komercyjne stwierdzono, że są one cichsze od niektórych wykonywanych przez inne maszyny.
Inny problem dla środowiska, prócz hałasu, stanowiły z kolei – uważane za przyczynę degradacji warstwy ozonowej – tlenki azotu, emitowane przez pracujące w stratosferze silniki Concorde’a. Latające niżej w troposferze samoloty przyczyniały się do produkcji ozonu, nie ma jednak możliwości jego wymiany pomiędzy obiema warstwami. W praktyce niska liczebność Concorde’ów sprawiała, że potencjalne zniszczenia warstwy ozonowej były akceptowalne.
Technologiczny skok w przyszłość, jaki wykonał Concorde, ale i problemy, które ze sobą przyniósł – przyspieszyły proces kształtowania się świadomości społecznej w zakresie zrozumienia przyczyn i konsekwencji konfliktu pomiędzy postępem technicznym a ochroną środowiska oraz ujawnił stopień złożoności towarzyszących im procesów decyzyjnych. Debata nad zanieczyszczeniem hałasem w latach 70. we Francji zaowocowała montażem barier dźwiękochłonnych na trasach pociągów TGV. W Wielkiej Brytanii doprowadziła do opracowywania i wydawania map zanieczyszczenia hałasem.

### Opinia publiczna

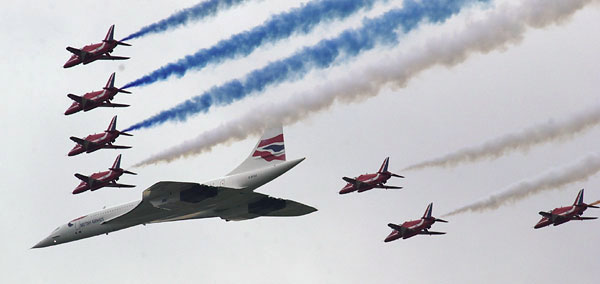
Lot Concorde’a na obchodach Złotego Jubileuszu Elżbiety II

Concorde i możliwość latania nim były postrzegane jako przywilej ludzi zamożnych, jednak wychodząc naprzeciw możliwościom finansowym średniozamożnych klientów, odbywały się również specjalne loty czarterowe w jedną stronę, z podróżą powrotną autokarami bądź statkami. W obu krajach uczestniczących w jego opracowaniu i eksploatacji, samolot ten pozostaje ikoną postępu technicznego i symbolem narodowej dumy.
Dzięki symbolicznej funkcji w świadomości społecznej Concorde był wykorzystywany do okazjonalnych przelotów podczas świąt narodowych, większych pokazów lotniczych oraz innych wydarzeń szczególnej wagi, często w towarzystwie grupy akrobacyjnej Red Arrows. Zainteresowanie ostatnim komercyjnym lotem było tak wielkie, że postanowiono wydzielić dodatkowe miejsca widokowe na lotnisku Heathrow. Tłumy ludzi i reporterów zebrały się na okalającej lotnisko drodze, aby obejrzeć ostatnie lądowanie Concorde’a.

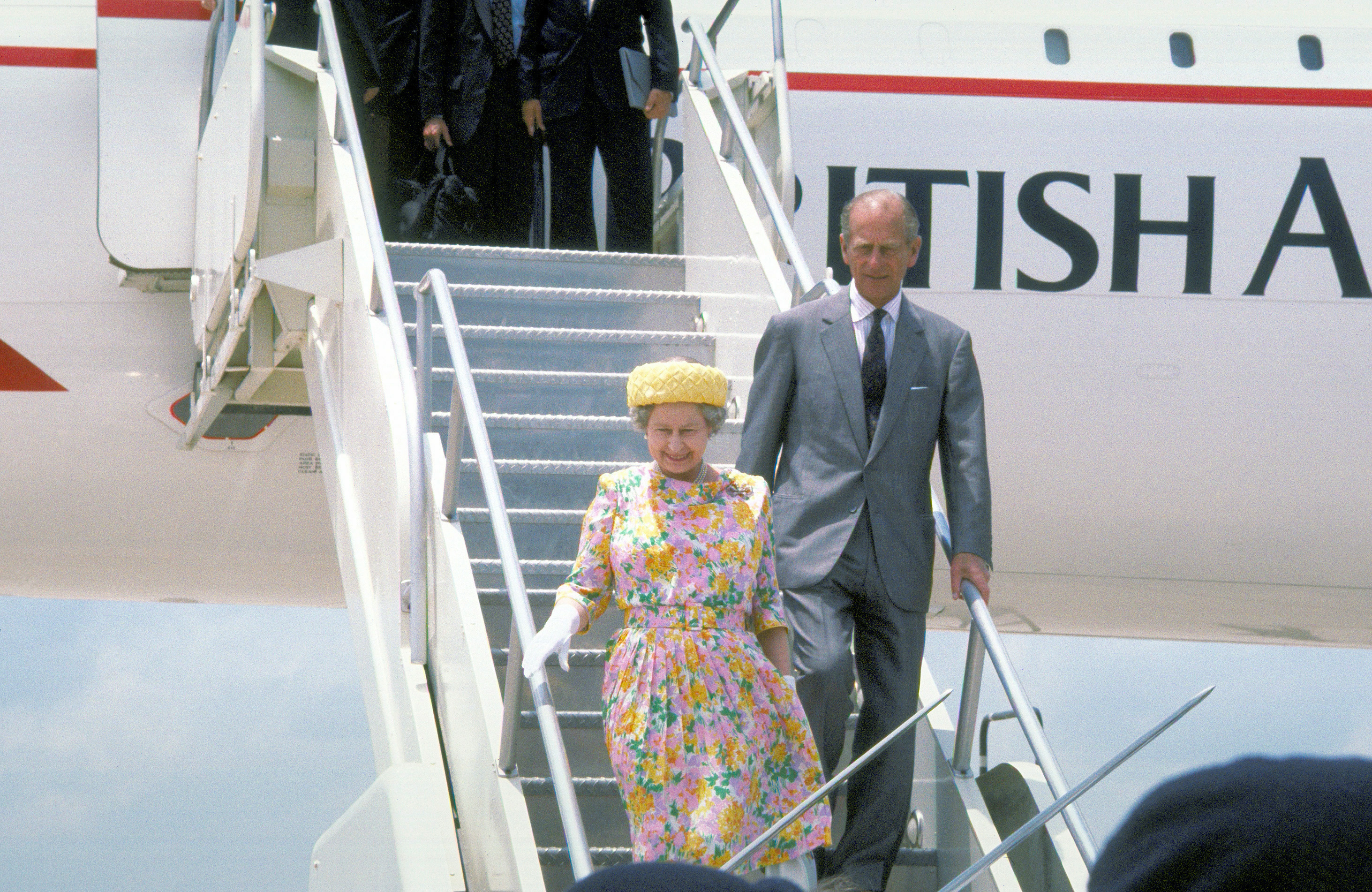
Królowa Elżbieta II i książę Filip opuszczają pokład Concorde’a

Trzydzieści siedem lat po pierwszym locie Concorde został ogłoszony zwycięzcą konkursu Great British Design Quest zorganizowanego przez BBC i Muzeum Wzornictwa w Londynie. Oddanych zostało 212 000 głosów, a maszyna pozostawiła w tyle takie ikony wzornicze jak Mini, minispódniczkę, Jaguara E-type, projekt londyńskiego metra, czy inny słynny samolot z lat II wojny światowej – Supermarine Spitfire.

### Rekordy
Najszybszy lot transatlantycki z londyńskiego Heathrow do nowojorskiego JFK miał miejsce 7 lutego 1996 i został wykonany przez brytyjski egzemplarz o oznaczeniu G-BOAD w czasie 2 godzin 52 minut i 59 sekund od oderwania się z płyty lotniska, do momentu przyziemienia. Concorde ustanowił również inne rekordy, włączając w to oficjalne światowe rekordy szybkości FAI „Westbound Around the World” i „Eastbound Around the World”. W dniach 12 i 13 października 1992 roku dla upamiętnienia 500 rocznicy odkrycia Nowego Świata przez Kolumba, amerykańska firma Concorde Spirit Tours wyczarterowała Concorde’a Air France o oznaczeniu F-BTSD i okrążyła świat w 32 godziny 49 minut i 3 sekundy na trasie o początku w Lizbonie, a następnie międzylądowaniu w Santo Domingo, Acapulco, Honolulu, Guam, Bangkoku i Bahrajnie.
Rekord w locie w kierunku wschodnim został ustanowiony przez tę samą maszynę po wyczarterowaniu przez Concorde Spirit Tours w dniach 15–16 sierpnia 1995. Lot promocyjny dookoła świata odbył się w 31 godzin 27 minut i 49 sekund następującą trasą: lotnisko JFK w Nowym Jorku, Tuluza, Dubaj, Bangkok, wojskowe lotnisko Andersen na wyspie Guam, Honolulu i Acapulco. Na 30 rocznicę wprowadzenia do służby, 2 marca 1995 roku Concorde osiągnął nalot 920 000 godzin, w tym 600 000 godzin lotu naddźwiękowego, co przekraczało czas wszystkich zachodnich naddźwiękowych samolotów.

### Porównanie do innych naddźwiękowych konstrukcji

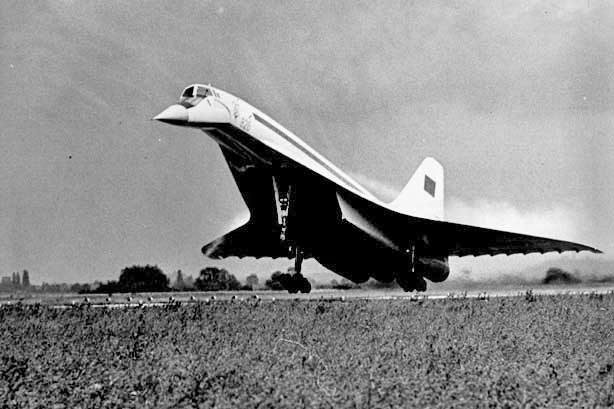
Prototyp Tu-144 w czerwcu 1971, Berlin-Schönefeld

Jedynym naddźwiękowym samolotem komunikacyjnym mogącym konkurować z Concorde’em był radziecki Tu-144, który ze względu na zewnętrzne podobieństwo, we wschodniej Europie uzyskał przydomek Concordski. W wyniku szpiegostwa przemysłowego, Rosjanie zdobyli dokumentację techniczną, pozornie pomocną przy projektowaniu samolotu Tupolewa. Rezultatem pospiesznego programu rozwojowego była większa prostota i mniej zaawansowane rozwiązania konstrukcyjne prototypu i egzemplarzy przedprodukcyjnych. Tu-144 napędzany był przez silniki dwuprzepływowe o niskim współczynniku dwuprzepływowości, a co z tego wynikało – miały znacząco mniejszy zasięg od samolotu angielsko-francuskiego w wyniku zwiększonego zużycia paliwa. Uproszczony projekt skrzydła wpłynął na słabą sterowność w zakresie niskich prędkości lotu; dodatkowo wytracanie prędkości po wylądowaniu wymagało użycia spadochronów hamujących. Tu-144 uległ dwóm katastrofom, pierwsza miała miejsce w trakcie Międzynarodowego Salonu Lotniczego w Paryżu w 1973, druga w trakcie lotu doświadczalnego w 1978. Późniejsze egzemplarze produkcyjne posiadały chowane usterzenia typu kaczka dla poprawy sterowności podczas startu i lądowania oraz prototypową wersję dla 126 pasażerów, korzystającą z napędu dwuprzepływowego o większym współczynniku przepływowości, który zapewniał mniejsze zużycie paliwa i zasięg porównywalny do osiągów Concorde’a. Dzięki prędkości maksymalnej Mach 2,35 samolot ten był potencjalnie bardziej konkurencyjny – jednak poważne defekty i awarie w powietrzu wynikające z niedopracowania konstrukcji a związane z bezpieczeństwem lotu – szybko uziemiły całą flotę.
Projekty amerykańskie, Boeing 2707 i Lockheed L-2000 miały być większe od Concorde’a i zabierać na pokład do 300 pasażerów. Zwycięzca konkursu na SST, projekt Boeinga, był opóźniony względem prac Anglików i Francuzów o kilka lat, co wymusiło przekonstruowanie układu delta i ostatecznie przyczyniło do zakończenia prac nad jego rozwojem. Użytkowanie przez armię Stanów Zjednoczonych samolotów takich jak XB-70 Valkyrie czy B-58 Hustler pokazało, że gromy dźwiękowe są w stanie osiągnąć powierzchnię ziemi, a doświadczenie pochodzące z testów nad Oklahoma City doprowadziło do takich samych obaw o środowisko, jak te które uniemożliwiły komercyjny sukces Concorde’a. Rząd amerykański zakończył program SST w 1971 roku, wydając na jego finansowanie powyżej 1 mld dolarów.
Jedynymi latającymi (2011 rok) samolotami naddźwiękowymi o zbliżonej masie i rozmiarach do Concorde’a są bombowce strategiczne: rosyjskie Tu-22 / Tu-22M, Tu-160 oraz amerykański B-1B Lancer.

### Rozwój następców
Krótko po wycofaniu Concorde’a ze służby pojawiło się kilka koncepcji samolotu naddźwiękowego drugiej generacji.
W listopadzie 2003 EADS ogłosiło, iż rozważa współpracę z firmami japońskimi w celu rozwoju większego i szybszego następcy Concorde’a. W październiku 2005 roku Japońska Agencja Kosmiczna rozpoczęła testy modelu samolotu w tunelu aerodynamicznym, który byłby w stanie zabierać na pokład 300 pasażerów i lecieć z prędkością Mach 2 (nazwa robocza NEXST). W razie dopuszczenia do jego produkcji, planowane wprowadzenie do służby przewiduje się na lata 2020–2025.
Brytyjska firma Reaction Engines Limited jest obecnie zaangażowana w program badawczy LAPCAT, który to bada możliwość zaprojektowania napędzanego wodorem 300 miejscowego samolotu A2, zdolnego do lotu z prędkością powyżej Ma = 5 non stop na trasie Bruksela–Sydney w przeciągu 4 godzin i 36 minut.
W maju 2008 została potwierdzona warta 3 mld dolarów przedsprzedaż naddźwiękowego biznesowego odrzutowca Aerion SBJ firmy Aerion Corporation. Wraz z rokiem 2010 projekt jest nadal aktualny, widoczny jest jednak brak postępów nad budową prototypu.
Prędkość przelotowa Quiet Supersonic Transport, samolotu zaproponowanego przez Supersonic Aerospace International wynosi Ma = 1,6. Projekt wykonany przez Lockheed Martin ma generować grom dźwiękowy o mocy 1% gromu wytwarzanego przez Concorde’a.

## W kulturze masowej
W 1979 roku oryginalny Concorde F-BTSC (ten sam który uległ katastrofie pod Gonesse) został użyty w filmie pt. Port lotniczy ’79 – czwartym z kolei filmie z głośnego cyklu katastroficznego „Port lotniczy”.